# Fantaisie en fa mineur (Schubert)
Pour les articles homonymes, voir Fantaisie en fa mineur.
La Fantaisie en fa mineur, D. 940, opus posthume 103, est une œuvre pour piano à quatre mains composée par Franz Schubert en 1828, soit l'année même de sa mort. Elle est la seule œuvre qu'il ait explicitement dédiée à la jeune comtesse Caroline Esterházy, une de ses élèves qu'il aimait profondément et sans espoir, ainsi qu'en attestent des témoignages d'époque,,,,.
Tout ceci nimbe cette œuvre, « dense et troublante », d'une atmosphère « extatique » qui contribue « à  accentuer  le  caractère  tragique d’une musique où les silences parlent autant que les notes », selon le critique Jean-Luc Macia dans la Revue des deux mondes de septembre 2015.
Elle est d'ailleurs la plus célèbre, la plus tardive et la plus aboutie de ses compositions pour piano à quatre mains — un genre où Schubert excellait,, —, et destinée dès sa naissance à la publication par l'auteur lui-même (ce qui n'était pas le cas de toutes ses partitions manuscrites). Le musicologue Christopher Gibbs la décrit même comme « non seulement la plus réussie de ses œuvres [pour piano], mais aussi la plus originale, peut-être ». Elle est aussi la dernière des Fantaisies de Schubert, une de ses formes préférées par la liberté de structure qu'elle lui offrait, forme qu'il a contribué à enrichir et portée à son paroxysme d'expressivité. Elle a été « composée durant cette ultime année qui a vu naître tant de chefs-d’œuvre — les Impromptus posthumes, la Messe n°6 en mi bémol Majeur, les trois dernières Sonates pour piano, le Quintette en ut Majeur à deux violoncelles... — elle a été écrite avec un soin particulier ».
Elle a en effet été précédée de plusieurs esquisses depuis janvier de la même année 1828, lesquelles montrent le cheminement de la pensée, la maturation de l’œuvre avec ses renoncements, ses repentir et ses trouvailles... L'intérêt de consulter ces ébauches est avant tout « d'humaniser une œuvre devenue si sacrée, de ne jamais perdre de vue qu'elle a été écrite par un homme, avec ce que ça implique de doutes et de remises en question ; et de constater aussi que Schubert, aussi prolifique qu'il fût en si peu de temps, "pensait" ses œuvres avant de les écrire [et tout au long du processus intellectuel et créatif], lui qu'on a souvent pris pour un pur instinctif ».

## Contexte

### Le piano «quatre-mains» chez Schubert

#### Importance du répertoire à quatre mains ou l'amitié en musique

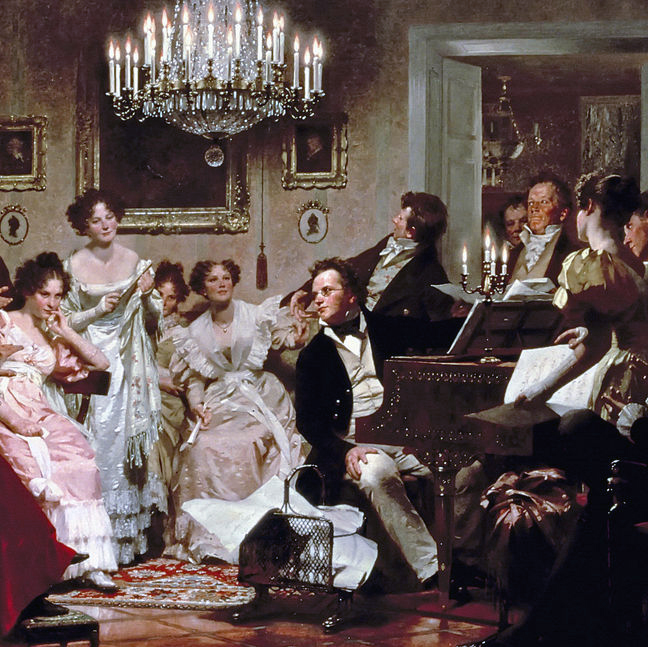
Schubertiade, tableau de Julius Schmid (détail) en 1897.

Le répertoire pour piano à quatre mains de Schubert reste peu connu de son temps, bien que plus facilement publiable de son vivant que ses œuvres d'autres répertoires : en effet, 

« le duo pianistique était, à son époque, un passe-temps populaire, et avait de meilleures chances d'être publié que les œuvres pour piano solo, surtout quand on en arrivait à des pages ambitieuses comme celles que Schubert voulait écrire ».

 Mais ces partitions étaient destinées essentiellement par Schubert à être jouées dans le cadre convivial et intime d'un groupe d'amis, les Schubertiades. Ces œuvres furent d'ailleurs créées plus pour les exécutants que pour les auditeurs et elles font rarement partie des programmes de récitals, tout au moins jusqu'à nos jours où le nombre de disques publiés et de concerts où elle figure en bonne place montre un net regain de faveur (voir ci-dessous la section "Interprétations et enregistrements"). Elles avaient aussi une dimension pédagogique permettant à Schubert d'accompagner et de mettre en valeur ses élèves de piano, ou ses amis pianistes. « Ambitieuses », donc, ces œuvres se devaient tout de même de rester jouables même par des musiciens non "professionnels" ni virtuoses : en deçà du fait qu'elles sont conçues en général dès l'écriture comme un dialogue, elles sont alors plus faciles à exécuter si l'on peut répartir (et échanger) thème et accompagnement, mélodie et harmonie, sur quatre mains plutôt que deux. Ainsi, le pianiste et compositeur Jérôme Ducros a écrit une transcription pour piano à deux mains de cette œuvre — d'ailleurs beaucoup plus difficile et virtuose de son propre aveu que l'original à quatre mains —, d'abord pour le plaisir de pouvoir jouer cette œuvre aimée même lorsqu'il est seul, et « peut-être pour gagner en liberté ce que l'on perd en facilité ? [...] Peut-être [aussi] pour y voir, plutôt que les complications que sa nature [de transcription] entraîne, la simplification d'une œuvre qui est un monologue davantage qu'un duo ? ».

Et dans sa préface à l'édition de cette partition, il remarque que 

« si Schubert écrivait si volontiers des œuvres pour quatre mains, c'était comme on l'a vu pour n'être pas seul au moment de leur exécution [en conformité avec sa vision "amicale" de la musique déjà évoquée], mais aussi et plus prosaïquement par commodité, pour que la partition qu'il avait imaginée fût jouable. Il n'a d'ailleurs pas hésité à écrire des morceaux bien plus difficiles [à deux mains], quand c'était à des professionnels qu'ils étaient destinés ».

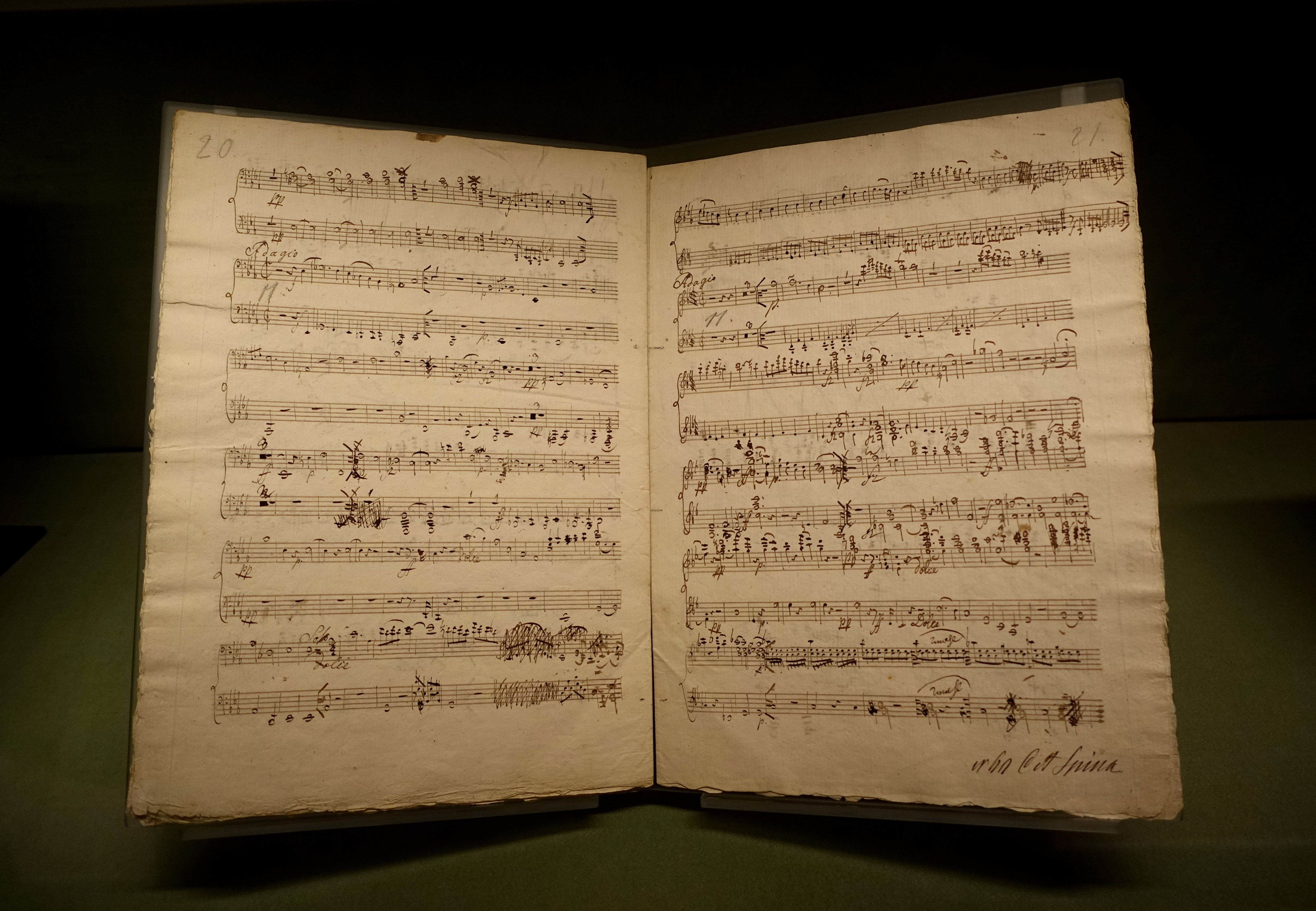
Manuscrit original autographe de la Fantaisie en sol majeur pour piano à quatre mains D. 001, première œuvre de Schubert (probablement en 1810), Morgan Library and Museum, New York.

Ce sont peut-être les raisons pour lesquelles aucun autre grand compositeur n'a écrit autant d'œuvres pour piano à quatre mains que lui : et il fut le seul à avoir composé « presque autant de pièces pianistiques [importantes] à quatre mains qu'à deux ». Plus précisément, selon le Catalogue Deutsch, il a écrit quelque 38 partitions pour piano à quatre mains et 149 pour piano à deux mains, soit un pourcentage de plus de 20%, qui reste exceptionnel, beaucoup plus élevé que chez Mozart ou Beethoven par exemple. Et l'on se souvient que la toute première œuvre achevée du jeune Schubert, à 13 ans, en 1810, était justement une Fantaisie en sol majeur pour piano à quatre mains D. 001... Alors on pourrait dire avec Brigitte Massin et Christian Lorandin que la Fantaisie D. 940, elle aussi pour piano à quatre mains (comme ses petites "sœurs" de la même année, l'Allegro D. 947, le Rondo D. 951, et la Fugue D. 952, toutes compositions à quatre mains) vient refermer sublimement la "parenthèse" d'une vie entièrement consacrée à l'écriture et à l'amitié, seulement dix-huit plus tard...

#### Le duo en toute proximité
Le pianiste et musicologue Philippe Cassard, spécialiste (entre autres) de Schubert, dans une émission de radio qu'il produit et anime sur France Musiques — Le Matin des musiciens du 15 janvier 2014 consacré justement à cette Fantaisie D. 940 —, commence ainsi en tentant de définir ce qu’est le « quatre-mains » au piano, cette forme musicale et cet exercice particulier, fondé justement sur un dialogue d’une proximité extrême, et sur une coexistence serrée dans le même « espace vital » : le corps et les mains des pianistes se côtoient de près, se frôlent, chacun sur une partie de piano seulement, et les « prises de parole » s'échangent entre le « bas » et le « haut » du piano au gré des « motifs », car chaque partie est soliste à son tour (selon les mots mêmes de Cassard et de son complice le pianiste Cédric Pescia). L'écrivain et musicologue Jean-Marc Geidel décrit ainsi précisément à la fois le trouble et la communion nés de la pratique du piano à quatre mains : 

« Bien sûr, il faut une grande complicité pour jouer ensemble sur un piano à quatre mains puisque cela suppose de partager un même instrument, que les mains doivent se frôler, se croiser, s’effacer l’une devant l’autre. Sous d’apparentes banalités, deux amis se font les plus intimes confidences. Comme s’ils se racontaient la même histoire. Les motifs passent de l’un à l’autre, parfois comme un courant d’eau vive, parfois par simple magnétisme. Ce que l’on apprend à partager, ce ne sont plus seulement des peurs [de se tromper, de jouer en public, de ne pas être capable d'aimer ni d'être aimé...], mais une sorte de communion dans l’art, ce sont des émotions si précises, si particulières qu’elles ne peuvent s’exprimer que dans un échange de respiration, un échange de souffles, des mains qui 
promènent leurs vingt doigts sur le clavier, s’effleurent ou se chevauchent, inventent des harmonies insolites, laissent échapper cinq doigts dans le champ de l’autre pour reprendre leur place et leur jeu, à quoi succède un acquiescement de la main voisine du voisin ».

Ainsi, Cassard nous dit, corroborant cette étroite relation entre la prédilection de Schubert pour le piano à quatre mains et sa conception de l'amitié en musique : 

« Quand deux amis pianistes se rencontrent (et vous-mêmes qui nous écoutez), il arrive souvent que, se mettant au piano, vous lisiez ensemble, pour votre plaisir d’abord ou pour un projet de concert, ce répertoire à quatre mains qui est immense : il n’a pas commencé avec Schubert ; mais Schubert lui a donné évidemment toutes ses lettres de noblesse et a poussé le genre jusqu’à des sommets d’inspiration et de composition. Cette Fantaisie [en fa mineur] en est la preuve éclatante. Et donc le piano à quatre mains c’est une manière unique de partager la joie de jouer de la musique, de la découvrir. Mais c’est aussi un véritable travail [spécifique] ».

### La musique comme mode de communication privilégié

#### Place centrale, dimensions affective et spirituelle de la musique chez Schubert

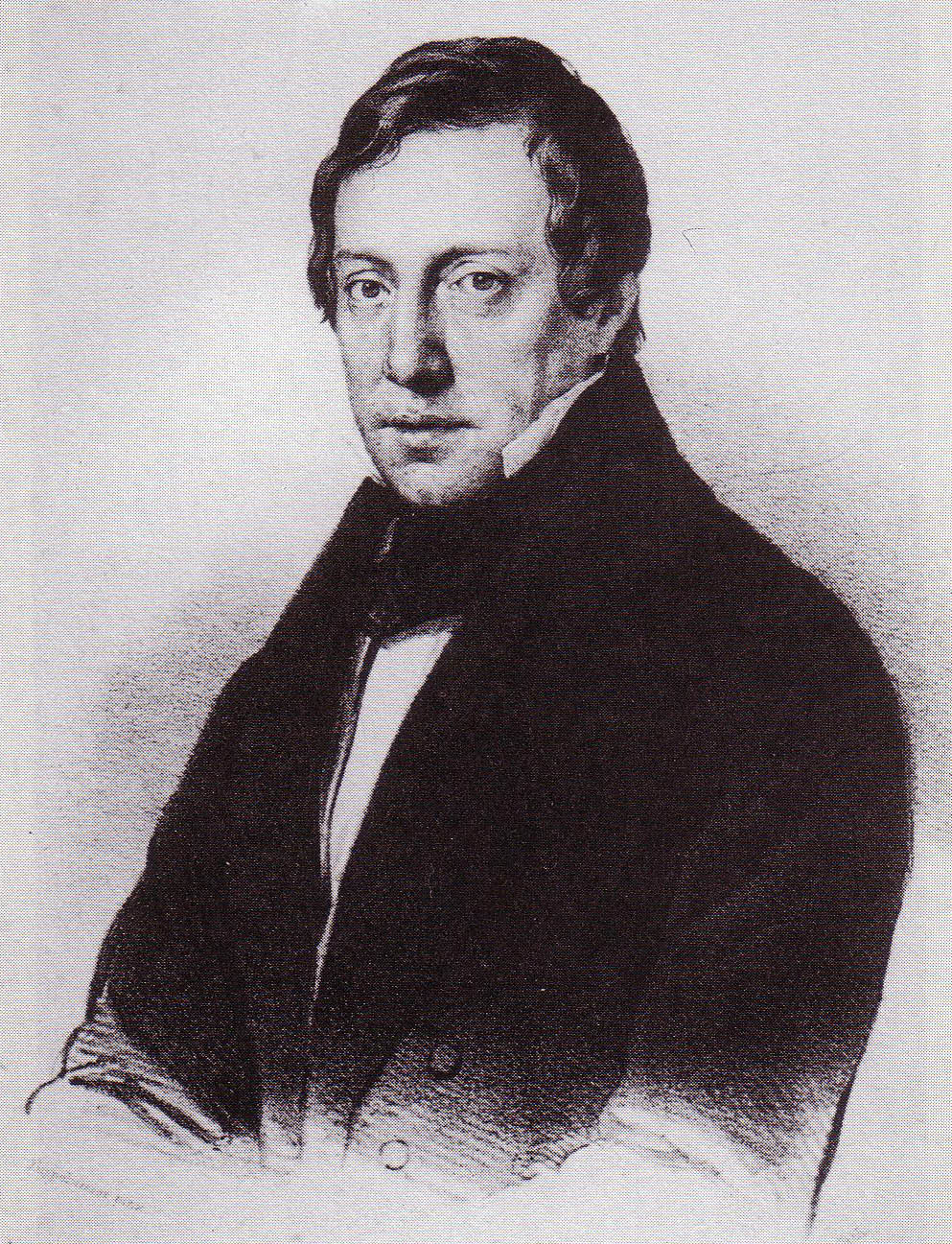
Joseph Freiherr von Spaun (1788-1865), un des fidèles amis de Schubert, le plus ancien et sans doute le plus intime.

L'intimité inhérente à cette forme musicale fait donc d'elle un espace (voire un vecteur...) privilégié pour exprimer la chaleur d'une amitié dans la musique, et bien sûr un échange amoureux... Comme le disait l'ami de Schubert, Josef von Spaun (en), rencontré au sein de l’orchestre du Stadtkonvikt (leur collège de jeunesse), dans lequel ils étaient tous deux violonistes : « à travers Schubert, nous devenons tous amis ! ». Amis et même : « frères. Dans la communauté naissait son art, et toujours il aspirait à la communauté. Il s’asseyait avec un autre au piano, jouait des œuvres pour orchestre dans des versions à quatre mains, et cela l’incitait à composer lui-même à quatre mains ». Dans le même ordre d'idées voici ce que disait de Schubert le musicologue Tom Eastwood : « Schubert, plus que tout autre, a quasiment le pouvoir miraculeux de nous parler directement de telle façon que nous ressentons pour lui ce que nous ressentirions pour un ami proche et intime ».
C'est assez dire à quel point chez Schubert la musique et l'amitié se nourrissaient mutuellement, la musique étant son mode de communication privilégié, car Schubert selon le témoignage de nombre de ses amis était à la fois sociable, chaleureux et souriant, bon vivant, mais aussi introverti et timide, parfois bourru, avec des épisodes dépressifs (dès les années 1823-1824, d'abord par déception amoureuse peut-être, et par le manque de reconnaissance de sa musique, mais surtout parce qu'il se sait malade et se sent déjà probablement condamné à brève échéance : il est hanté par la pensée de la mort,, la volonté de laisser sa marque) ; d'ailleurs il parlait peu et écrivait peu : sauf quelques belles lettres à ses amis, et un texte unique, onirique et quasi "somnambulique", « d’une grande portée littéraire et poétique, [...] et nous livrant des clés sur le mystère de la création schubertienne [... ainsi que sur] le symbolisme d’un auteur peu enclin à parler du sens de son œuvre », texte intitulé justement « Mon rêve ». Il assumait la solitude de la création, mais n'aimait rien tant que la joie de partager sa musique, de la jouer pour ses amis, ou d'accompagner leur chant. Ses mots et tous ses sentiments, sa tendresse mélancolique surtout, il les confiait donc entièrement à la musique, parce que, toujours selon ses amis, « il n’arrivait que difficilement à s’ouvrir au langage normal, [...] à ce bavardage si léger et si nécessaire pourtant » de la conversation de tous les jours.
L’ami d’enfance de Schubert, Franz Eckel, écrit justement de lui : « La vie de Schubert fut avant tout celle d’une pensée intime, spirituelle, rarement exprimée par des mots mais presque entièrement par la musique ». D'ailleurs, toujours selon von Spaun : « Qui l’a surpris une fois en train de composer, tout bouillonnant et le regard enflammé, ayant tout à fait l’apparence d’un "somnambule", ne pourra jamais l’oublier ». « Cette inquiétude – il envisageait encore d’étudier le contrepoint avec Simon Sechter quelques semaines avant sa mort –, ce sentiment de vie en sursis peuvent également expliquer sa fièvre d’écrire, comme s’il voulait au plus vite jeter sur le papier le témoignage de son génie. [...] Autant d’indices pour une création qui penche constamment entre deux mondes, placée sous le double signe de la joie de vivre et de l’angoisse du néant, chaleureuse et inquiète, sensuelle et confiante à la fois, avec de longs moments de grâce immatérielle, le tout dans une sensation d’apesanteur qui impose une vision éthérée de l’au-delà ».

Schubert et ses amis dans la musique
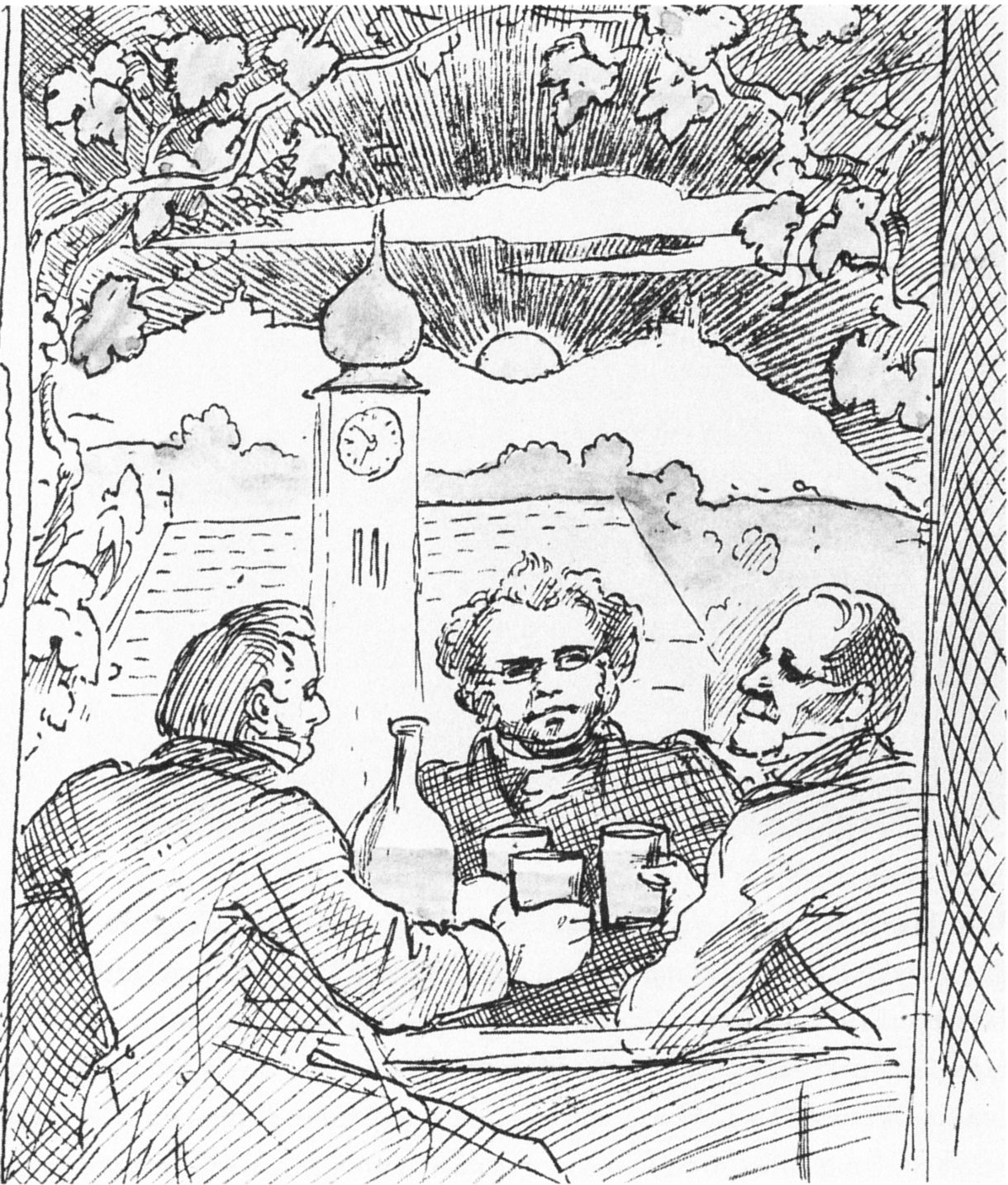
1♥
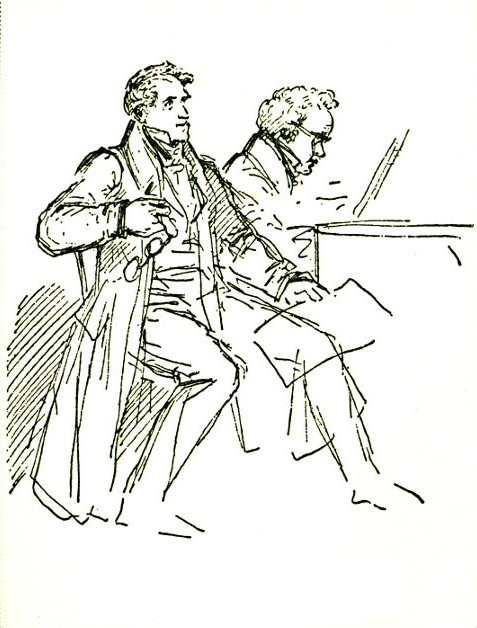
2♥
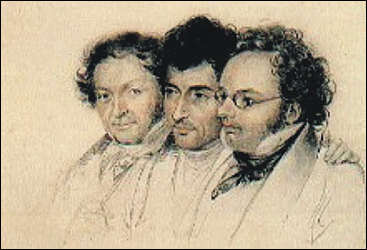
3♥
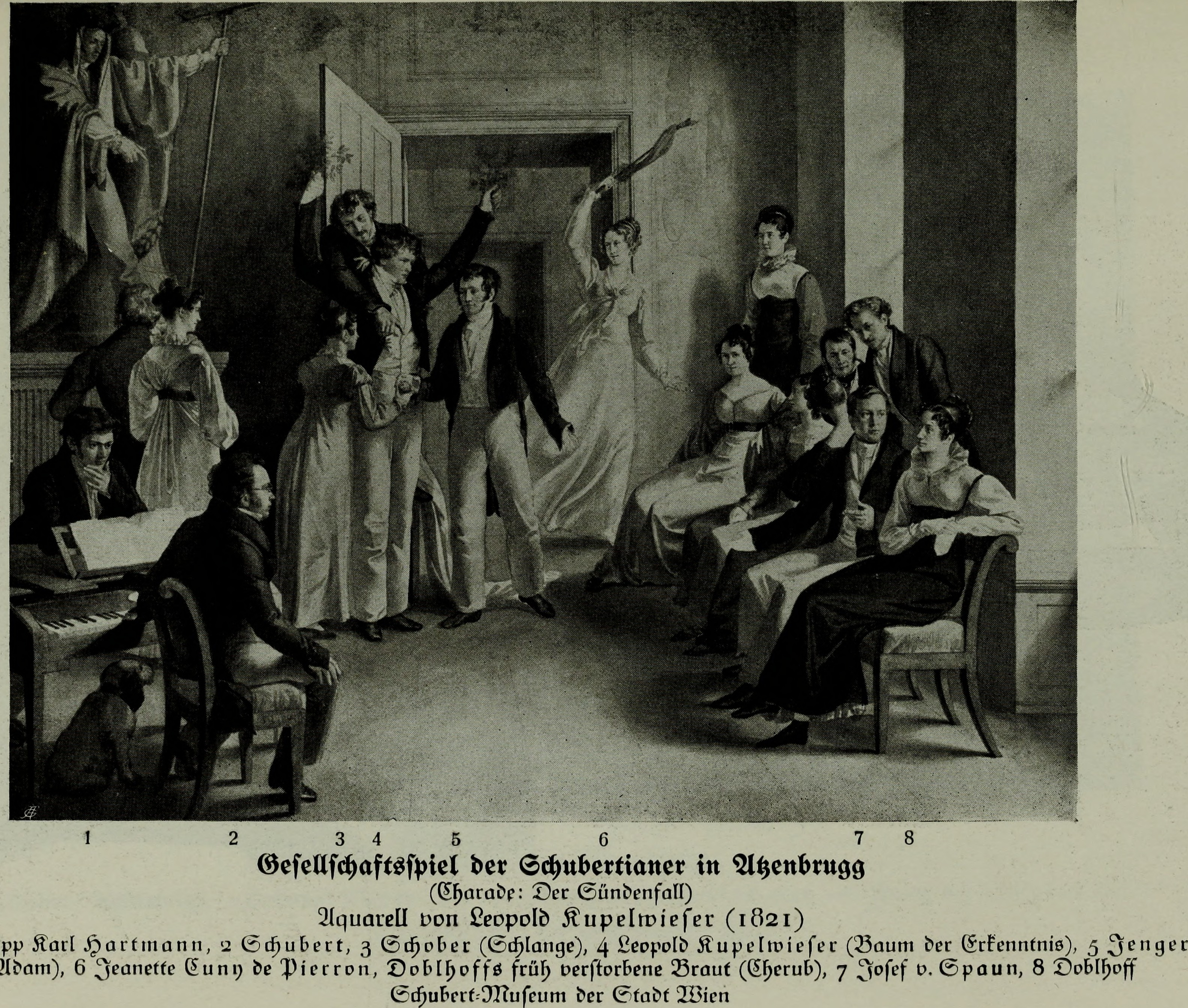
4♥

♥ 1- Schubert et ses amis pour l'apéritif du soir au Heurigen. Franz Lachner (à gauche),
Schubert et Eduard von Bauernfeld (à droite). [Dessin à la plume de Moritz von Schwind (1804–1871) en 1862].
♥ 2- Le baryton Johann Michael Vogl avec Schubert au piano, lors d'une schubertiade.
[Dessin à la plume de Moritz von Schwind en 1868].
♥ 3- Schubert avec deux de ses amis : Johann Baptist Jenger (à gauche) et le compositeur
Anselm Hüttenbrenner (au centre). [Lithographie de Joseph Eduard Teltscher en 1827].
♥ 4- Une autre "schubertiade" : Jeu de société à Atzenbrugg, théâtre musical sur le thème
de la "Chute de l'homme" (du Paradis). [Voir en note la source et la légende du document
avec sa traduction, comportant le nom et le rôle de plusieurs participants].
[Photogravure à partir d'une aquarelle de Leopold Kupelwieser, datant de 1821].

#### Schubert, «l’âme desschubertiades»

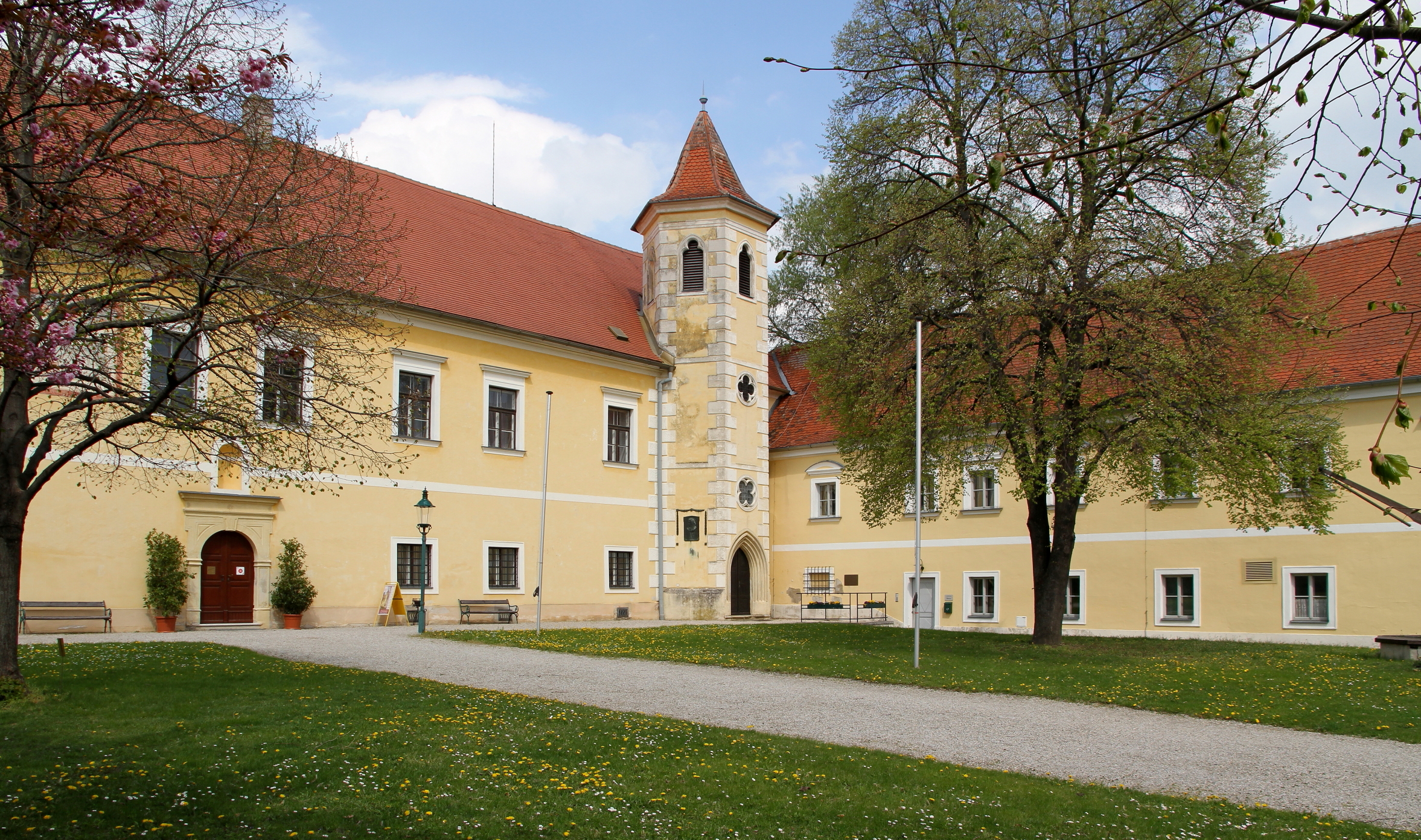
Le château d'Atzenbrugg où eurent lieu les premières schubertiades proprement dites, dès 1821, chez Franz von Schober, grand ami de Schubert.

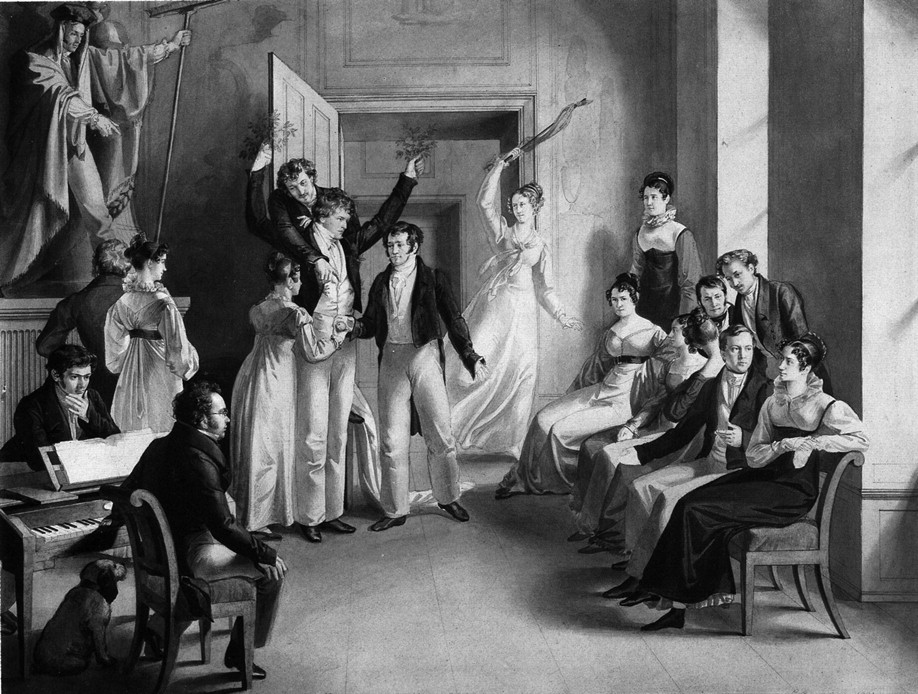
Schubertiade : jeu théâtral au château d'Atzenbrugg, aquarelle de Leopold Kupelwieser, ami de Schubert, 1821. [Voir légende ci-dessus no 4, et description ci-contre].

Pour mieux comprendre ce lien entre musique et sociabilité chez Schubert, on peut décrire et interpréter l’aquarelle de Kupelwieser (ci-dessus no 4, et ci-contre à gauche), en prenant comme guide Jean-Marc Geidel déjà cité : 

« [Sur ce tableau] rien ne distingue Schubert, si ce n’est sa capacité à être l’âme du groupe sans y prétendre.  Physiquement à l’extérieur, en marge du cercle, comme si cela ne le concernait qu’à moitié, mais spirituellement au centre.  [Tandis que ses amis jouent, il les accompagne au piano en improvisant de la main gauche] tout rêveur et le regard dans le lointain. Il est à la fois l’incarnation du groupe et comme s’étant mis lui-même à la marge du groupe. De fait, c’est la force de sa musique qui le propulse au centre d’un cercle dont il est paradoxalement absent [en apparence]. Sa présence est faite de sa musique et de son silence. Sa façon de prendre place au pourtour du cercle est bien celle de l’hôte accueillant ses invités. On dirait qu’il offre à sa table les nourritures les plus raffinées mais sans inviter à s’y asseoir sa modeste personne. Il semble que les rayons de sa vie ne soient destinés  qu’à illuminer celle de ses proches. Il devient l’âme du groupe parce que sa musique devient le lien de la communauté humaine. Pas seulement par sa musique. D’abord et avant tout par l’hospitalité de son âme ».

Et en effet Schubert est bien l'« âme » de ce groupe d'amis à dimension, degré d'intégration et géométrie variables ; c'est-à-dire ni son guide, ni son dirigeant, ni même son inspirateur ; et il n'a jamais utilisé le groupe comme faire-valoir de sa personne ou de son œuvre, par ambition quelconque ; mais plus important encore quoique plus discret : il en est l'« âme », et donc le cœur, celui qui imprime aux relations interpersonnelles du groupe le type de convivialité qui les réunit, leur dessein ultime et implicite, leur raison et leur mode d'être ensemble. Sans mot, donc, et par la seule force expressive et émotionnelle de sa musique, qui signe la force de sa présence. Geidel en veut pour preuve que ces réunions se sont appelées spontanément les « schubertiades », c'est plus qu'un symbole : 

« C’est un exemple unique dans l’histoire de la musique que celle d’un groupe de jeunes artistes ou d’amis qui forment un cercle autour d’une personnalité et donnent à ce cercle un nom lié à l’un des leurs. Schubert en l’occurrence qui n’était ni le plus en vue ni le plus charismatique. Mais peut-être celui qui incarnait le plus ce besoin psychologique de communion dans le nous, qui était la contre-partie de sa difficulté à affirmer le "je". [...]  Plus que par une envie de se mettre en avant ou de singulariser, c’est par sa capacité à agréger autour de lui les individus du groupe que Schubert se particularise. Plus que des paroles ou des actes forts, il dégage avant tout une présence. [Et c'est pourquoi] il donne son nom aux fameuses « schubertiades », soirées entre amis où l’on cause, boit, joue de la musique, récite des poèmes, soirées tout à la fois musicales, littéraires, amicales, où le bon grain se mêle à l’ivraie, le sérieux à la plaisanterie, la facilité au bon goût, où naissent des chefs-d’œuvre sans crier gare parce que rien ne les distingue encore sur la liste ».

   

D’ailleurs, Schubert a témoigné lui-même de l’importance qu’avait pour lui ce mode de présentation et de « consommation » de sa musique comme vecteur privilégié de la relation amicale. Ceci explique en partie à la fois la persistance de son cercle d’amis, mais aussi la relative ignorance par le grand public de la majeure partie de son œuvre, : parce qu’il se satisfaisait plutôt d’être admiré surtout par ses amis, toujours avec son tempérament timide et un peu passif en société, voire « totalement inhibé pour ce qui est de faire valoir ses œuvres, de se vendre auprès d’éditeurs ou même faire jouer ses œuvres » ; mais aussi parce que le public avait alors des goûts plus frivoles, orientés vers l’opéra italien, ou les musiques pour danser moins ambitieuses). Ainsi Schubert écrivait-il à son ami Schober, lors d'une de ses périodes un peu dépressives dans une lettre datée du 21 septembre 1824 (probablement depuis Zselíz, alors qu’il était auprès de Caroline, sans espoir, et déjà malade) : 

« Qui me rendra seulement une heure de ces temps heureux ?  Ce temps où nous étions ensemble si intimes et où chacun apportait aux autres avec une timidité naturelle l’enfant de son art, attendant, non sans quelque appréhension, leurs jugements affectueux et sincères, ce temps où, nous exaltant les uns les autres, une même aspiration vers le beau nous animait tous… ».

Et c'est pourquoi la vie et l'attitude de Schubert correspondent si exactement avec son œuvre, pour lesquelles Geidel invoque la coïncidence bergsonienne entre action et personnalité, entre création et liberté, ce qui n'est pas toujours le cas (Geidel repère ainsi parfois des dissonances entre œuvre et biographie qui font que souvent « les témoignages sur la vie de ces grands hommes nous déçoivent ») : 

« Rien de tel concernant le personnage de Schubert. On retrouve tout à fait ce dont parlait Bergson sur la création et la liberté : "Bref, nous sommes libres quand nos actes émanent de notre personnalité tout entière, quand ils l’expriment, quand ils ont avec elle cette indéfinissable ressemblance qu’on trouve parfois entre l’œuvre et l’artiste". Schubert semble totalement libéré des contingences, tout entier consacré à cette nécessité impérieuse d’écrire pour le seul besoin intérieur qu’il a de créer. Ce besoin aussi d’offrir, de partager. Sa façon de se tenir si humblement à la marge, sur le côté, est peut-être un moyen de rester plus totalement lui-même ».

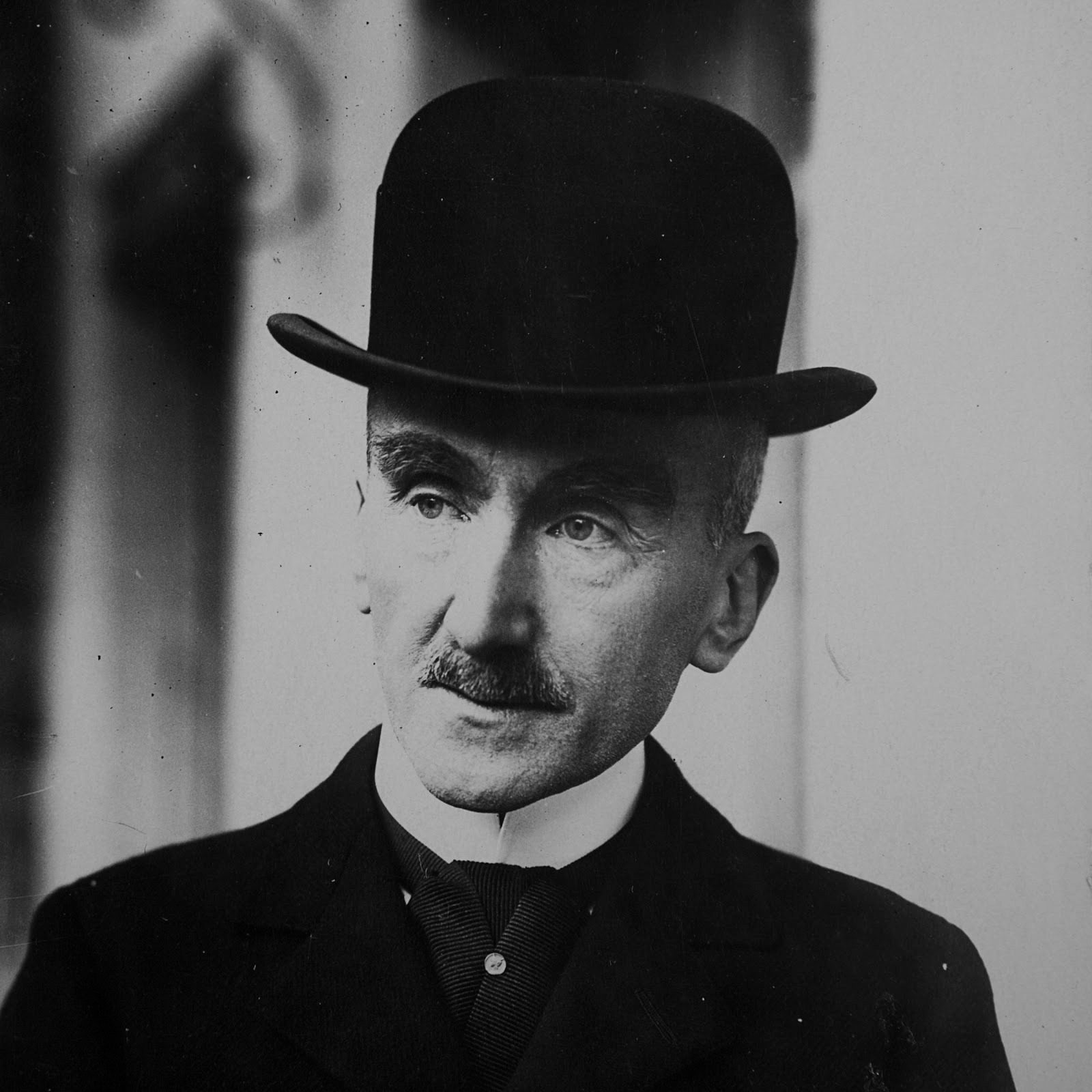
Henri Bergson (1859–1941).

C'est aussi la raison de sa vie de bohème dans la pauvreté avec le partage de la pénurie comme des bonnes fortunes avec ses amis, de son incapacité à rester dans son métier de "maître-assistant instituteur" auprès de son père (selon les biographes : quatre ans, ou tout juste un an), et de sa décision de vivre de ses seules compositions : vouer toute sa vie à sa création, et puis à ses amis, et qu'importe la célébrité !

Mais pourtant c’est cette amitié qui aura raison de son anonymat, puisque ses amis parviendront finalement à faire connaître sa musique au monde, hélas après sa mort. Même si « le grand public n’aura la révélation de son œuvre qu’à la fin du XIXe siècle », surtout en ce qui concerne sa profondeur, sa diversité et son originalité inspirée, sa « beauté chaleureuse et souvent fragile, [sa dimension profondément] spirituelle », on sait qu'il fut reconnu — à son insu probable — par ses pairs et non des moindres : Beethoven, son modèle très admiré, qui a salué son génie juste avant de mourir ; son « vieux maître » Salieri, dont il fut l'élève de 1812 à 1817, qui s'exclamera : 

« [Schubert] sait tout faire : des lieder, des messes, des quatuors à cordes, et maintenant un opéra [Le Château de plaisance du diable] ! ».

  
Et Schumann, qui se fera son ardent défenseur et diffuseur, parlant par exemple avec émotion de son sens de l’orchestration et de la mélodie dans ses symphonies (notamment la neuvième D. 944), dont il vient de découvrir le manuscrit, seulement dix ans après la mort de Schubert : 

« Il faut toujours regarder comme la preuve d’un  talent extraordinaire que lui [Schubert], qui a si peu dans sa vie entendu exécuter de ses œuvres instrumentales, soit parvenu à manier d’une façon si originale les instruments, soit en particulier soit dans la masse de l’orchestre, si bien qu’on a parfois l’impression que leurs voix se mêlent, qu’ils parlent comme des voix humaines et des chœurs… ».

Et ainsi il fut connu par un nombre croissant d'initiés tout au long du  XIXe siècle.

### LaFantaisieet la forme

#### Un concept fluctuant
Selon Jérôme Ducros, si la prédilection de Schubert pour le piano à quatre mains, établie ci-dessus, est une constante jamais démentie du début à la fin de son œuvre, il est en revanche plus difficile de définir précisément ce qu’il entendait, lui, par  Fantasie, car le concept qui préside à ces compositions est assez fluctuant.
En effet, quand on parcourt son œuvre, on trouve des exemples de Fantaisies qui se présentent comme « une grande improvisation avec quelques rappels thématiques qui « soudent » les parties entre elles », ce qui donne un ensemble très relativement homogène. C’est le cas par exemple de la Fantaisie en ut mineur pour piano seul D.2e du jeune Schubert (il avait quatorze ans), où se succèdent de nombreux changements de tonalité et « une série de variations assez ornementées, accompagnées par des basses en arpèges ». C’est aussi le cas de la  Grazer Fantasie  (« Fantaisie de Graz ») en ut Majeur D.605a, qui fait partie de ces fantaisies sans forme précise, ou  durchkomponiert  (« composée d’un bout à l’autre, ou d’un premier jet ») comme le cite Ducros, et qui « comporte une succession d’épisodes qui ont chacun un tempo, une métrique, et une tonalité propres ».
Au contraire, on trouve aussi dans l’œuvre de Schubert des exemples de fantaisies d’une forme beaucoup plus élaborée et structurée, qui apparente presque la fantaisie à une sonate, mais « avec une volonté d’unité que la forme classique ne permet pas ». C’est le cas bien sûr de cette Fantaisie à quatre mains D.940, mais aussi de l’autre célèbre Fantaisie de Schubert pour piano, la Fantaisie en ut Majeur, op. 15, D.760 dite  Wanderer Fantasie  (« Fantaisie du randonneur ou du voyageur ») de 1822.

 
La forme d’une Fantaisie évolue donc chez Schubert d’une cohérence plus faible à une cohérence plus intense que celle de la forme sonate : 

« Autrement dit, dans le premier cas une dissolution et dans le deuxième cas une concentration de la forme sonate. Mais en tout cas jamais Schubert ne se désintéresse de la forme lorsqu’il écrit une  Fantaisie. Dans le cas de la Wanderer Fantasie, elle est même l’essentiel de l’œuvre ».

#### Toutes les fantaisies de Schubert

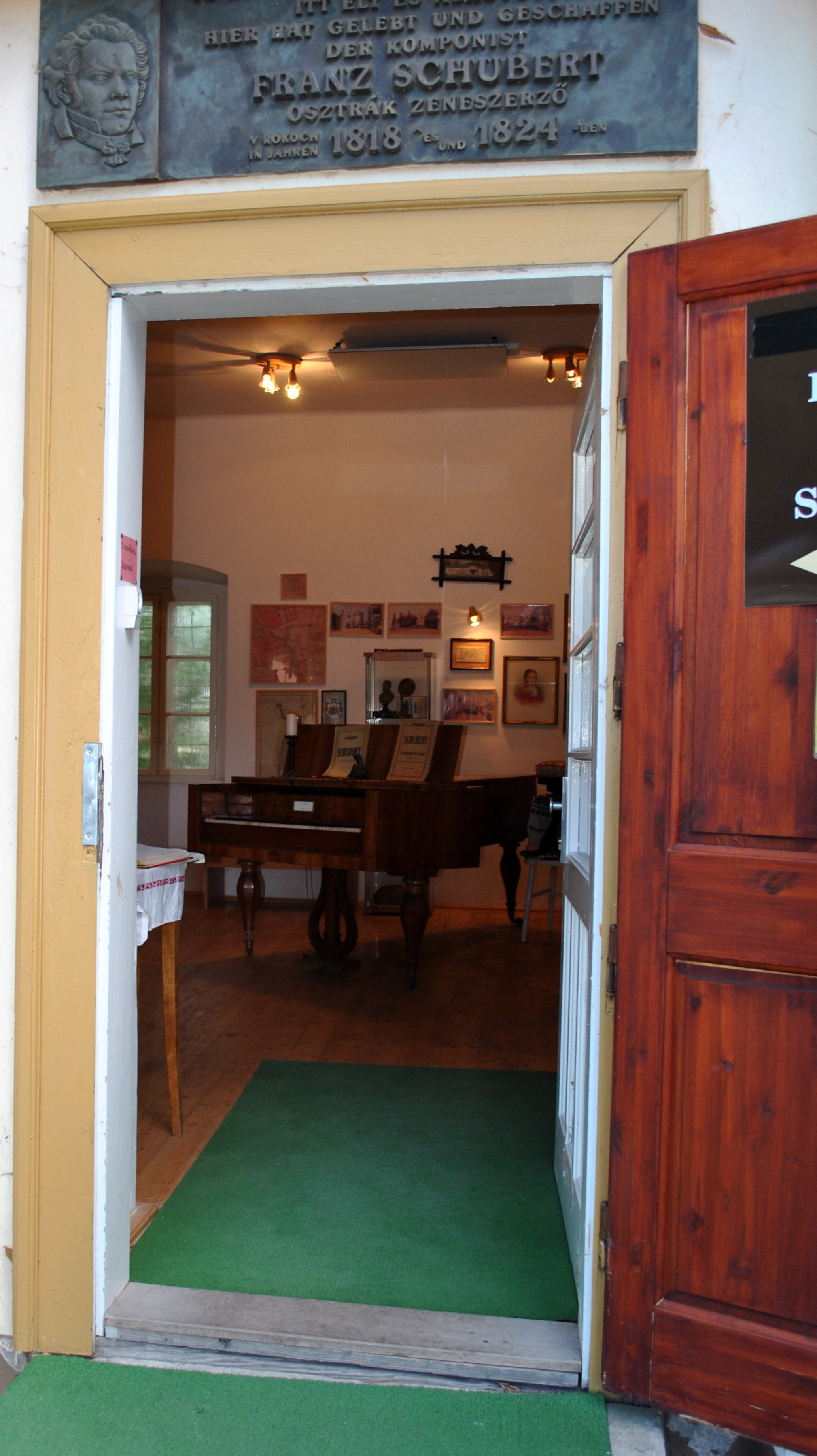
Musée Franz Schubert à Zselíz en Hongrie (aujourd'hui Želiezovce en Slovaquie), villégiature d'été du comte Johann von Esterházy de Galántha, où Schubert fut le professeur de piano de ses deux filles Marie et Caroline Esterházy ; la tradition retient que Schubert fut désespérément amoureux de cette dernière.

Comme le rappelle Ducros dans le livret du disque qu’il a consacré aux Fantaisies de Schubert pour piano, nous connaissons neuf Fantaisies de Schubert, plutôt en début et en fin de son œuvre, un peu comme un "encadrement" de liberté créatrice pour sa vie de compositeur. D’abord quatre pour piano à quatre mains (dont trois de jeunesse) : - D. 001 en sol Majeur (1810), - D. 009 en sol mineur (1811), - D. 048 en ut mineur et en deux versions différentes (1813), et enfin cette Fantaisie en fa mineur - D. 940 (1828, à la toute fin de sa vie donc, ce qui lui confère a posteriori un statut testamentaire en plus de sa dédicace "amoureuse" éperdue).
Puis quatre pour piano à deux mains (dont une inachevée) : - D. 002 E en ut mineur (1811 ? Anciennement D. 993), - D. 605 en ut Majeur (1818 ? fragment), - D. 605 A en ut Majeur ou  Grazer Fantasie (1817-1818), et - D. 760 en ut Majeur ou Wanderer Fantasie (1822, la seule publiée de son vivant).
Enfin, une Fantaisie pour violon et piano : - D. 934 en ut Majeur. Brigitte Massin signale également une Fantaisie pour piano en mi bémol Majeur, qui aurait été écrite en 1825 pour une jeune pianiste et perdue depuis.

#### LaFantaisieD. 940 et la recherche de la «forme parfaite»
Schubert, en seulement dix-huit ans (1810-1828) a écrit presque mille compositions achevées connues, sans compter les œuvres inachevées ni les pièces perdues. De plus, certaines de ces œuvres sont de dimension considérables (symphonies, messes, opéras, octuors, quatuors, grandes sonates, etc.). [Voir l’article consacré au Catalogue Deutsch recensant les œuvres de Schubert]. Et cela dès l’âge de treize ans : comme le dit Ducros, 

« on peut au passage s’étonner de la quantité d’œuvres produites par un garçon si jeune, à qui on ne demandait pas d’écrire de la musique [tout au moins au début]. »

Une veine créatrice d’une telle puissance, un rythme de composition aussi soutenu pour une fécondité d’une telle intensité et d’une telle variété, alliés à l’« évidence » d’une beauté qui semble « couler de source », pourraient laisser penser qu’une inspiration plus ou moins consciente y préside et qu’elle laisse une large place à l’improvisation « sacrée ». Or on l’a vu, il n’en est rien : la plupart des œuvres de Schubert sont très élaborées et réfléchies, et lorsqu’on dispose de ses "brouillons" et des ébauches successives (ce qui est le cas pour la Fantaisie D. 940), on peut constater que leur forme évolue parfois considérablement au cours de cette réflexion.
La forme ― que Ducros juge « si parfaite » ―, de cette Fantaisie en fa mineur est à cet égard très éloquente : Schubert reprend ici l’idée de mouvements enchaînés formant un tout, idée qu’il a déjà mise en œuvre pour la Wanderer Fantasie D. 760 (op. 15) en 1822, et pour la toute récente Fantaisie pour violon et piano (écrite en décembre 1827, créée en janvier 1828,) : 

« Les premiers auditeurs, y compris [les critiques viennois de l’époque], paraissent avoir été déroutés par la longueur et par la structure inhabituelle de la Fantaisie [pour violon et piano] : une série de sections contrastées, vaguement connexes, bâties autour d’une séquence de variations sur un lied schubertien [précédent] ».

Il faut dire que cette œuvre ― elle aussi de la maturité de Schubert ― est dense, ambitieuse, assez novatrice et d’exécution difficile, virtuose,, tant pour le violon que pour le piano.
Mais il semble que l’idée de structuration globalisante de l’œuvre en un seul ensemble ait en tout cas bien cheminé depuis cette précédente Fantaisie car pour Ducros (avis partagé aujourd’hui par la plupart des critiques), Schubert atteint un sommet dans le genre pour cette Fantaisie D. 940, « s’affranchissant du même coup des problèmes de forme et d’exécution, jusqu’à créer peut-être la plus "schubertienne" de ses œuvres ».

#### Le style "schubertien"
Mais qu'est-ce donc que ce style, cette signature de Schubert, reconnaissable dès la première écoute? Serrou, après avoir évoqué l'inachèvement essentiel de l’œuvre lié à cette urgence d'écrire vite avant la mort, tente de le résumer ainsi grâce à Schumann encore, en parlant « [...] de ses "divines longueurs" [ou "céleste lenteur"], notion proposée par Robert Schumann, entre autres à propos de la Symphonie n°9 en ut majeur "la Grande" [D. 944], et qui laisse percer ce qu’il y a de surhumain chez Schubert, capable d’étirer à l’infini un matériau d’apparence ténue ». Étirement du thème et du temps pour retarder les échéances fatales, conjointement à l'obsession de la mort?

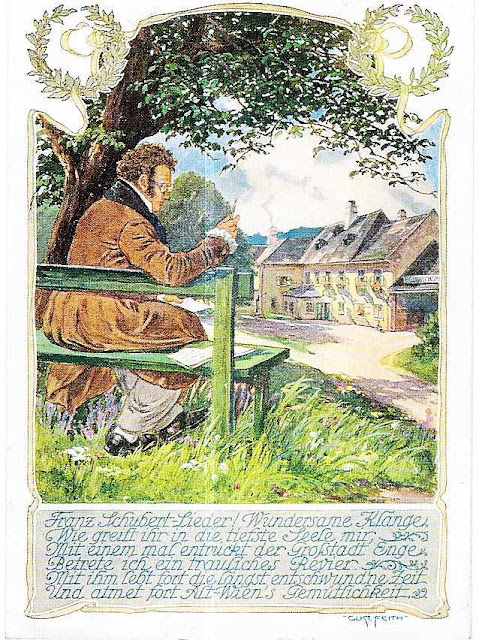
: un Schubert bucolique composant un lied peut-être à Zselíz, près du manoir Esterházy. Carte postale de chant de Schubert (Feith, 1920).

C'est le cas aussi par exemple de la même Wanderer Fantasie dont, pour Ducros, en plus de sa construction d'un seul tenant, « [...] la profondeur du discours, ici fondé sur une seule et même idée, contrebalance les élans "instrumentaux" [i.e. virtuoses à l'extrême] qui, entendus indépendamment du reste de l’œuvre, n'auraient pas le même poids ». Cette idée consiste en une « [...] série de variations oscillant sans cesse entre mineur et majeur », sur un seul thème emprunté à « [...] la strophe la plus sombre dans un des plus sombres de ses Lieder [Der Wanderer  (« Le Voyageur ») D. 493, 1816] ». « L'imagination fertile  du compositeur » qui est son génie propre consiste alors à « [...] construire toute une œuvre autour de ce seul élément ». C'est encore le cas pour une autre Fantaisie de Schubert, celle en ut majeur D. 605 (d'ailleurs inachevée), elle aussi « monothématique », dans l'andantino de laquelle (troisième partie) « le thème y est tellement étiré qu'il est à peine reconnaissable, d'autant qu'il semble submergé par un flot chromatique venu de l'extrême grave du piano. Ce passage ressemble étrangement d'ailleurs à la deuxième variation de la Wanderer Fantasie ».
Et Ducros de définir à son tour ce caractère éminemment "schubertien" de l’œuvre, en se focalisant cette fois sur la Fantaisie D. 940 : 

« les similitudes mélodiques des deux mouvements extrêmes [comme une tendre obsession, un souvenir têtu, ou un sentiment dont on ne peut se départir], les similitudes harmoniques des deux mouvements centraux, le rapport tonal très resserré (fa-fa dièse), l’omniprésence du mode mineur, tout concours à une prodigieuse unité, que la forme sonate n’aurait pas permise à ce degré ».

Peu avant Ducros a résumé ce qu'il appelle les « "critères" objectifs propres à cette forme » fantaisie chez Schubert :

« Changements particulièrement fréquents de tonalité, de métrique et de tempo, utilisation inhabituelle des silences et surtout construction générale ne ressemblant à aucune autre forme connue ».

De fait, comme l'affirme la biographe de Schubert et musicologue Brigitte Massin, en rapprochant ces grandes œuvres de sa dernière année : « venant juste après la Fantaisie en fa mineur, ce Duo [Allegro en la mineur Lebenstürme  (« Orages de la vie »), D. 947 op. 144] confirme que Schubert est en train d’inaugurer une voie nouvelle et admirable de créativité pour l’écriture à quatre mains », de même que ces deux œuvres expriment et résument l’état de ses réflexions croisées, dans toute leur originalité, sur la forme sonate et la forme fantaisie.

#### Le défi au temps
Cette réflexion sur la forme, exprimant le rapport singulier de Schubert au temps, se rencontre non seulement dans son répertoire pour piano mais aussi ailleurs dans son œuvre. Ainsi de son emblématique Symphonie no 8 inachevée, l'une des plus belles pages jamais écrite de l'avis de tous les amoureux de Schubert, d'ailleurs « aujourd’hui l’une des symphonies les plus jouées au monde et considérée comme l’un des chefs-d’œuvre de Schubert. Typique du langage du compositeur, et notamment de son rapport au temps ». Ce rapport au temps et à l'inachèvement, cette volonté de reprise et de variation à l'infini du matériau mélodique (« un sens mélodique inné ainsi qu’un véritable génie modulatoire ») se situent en effet au cœur de la spécificité du langage schubertien, de la dimension métaphysique de sa musique comme de sa motivation profonde à composer :

« Comme si, [souligne le chef d’orchestre Wilhelm Furtwängler cité par Geidel], c’était le propre de cette musique expansive et sans limite, qui tend toujours à se dépasser elle-même, de ne jamais être complètement terminée, de ne jamais être finie une fois pour toutes. ».

Et Geidel de constater que cette notion de "temps shubertien" est partagée par tous les musicologues qui se sont intéressés à Schubert : « car il existe un temps schubertien comme il existe un héroïsme beethovénien, une grâce mozartienne ou un universalisme bachien. Le temps schubertien, c’est l’instant du lied (le chef d’œuvre en miniature), tout aussi bien que le temps dilaté de la neuvième symphonie », celle qui passionnait Schumann et dont il disait encore : 

« Elle ressemble à un épais roman en quatre volumes, un roman qui ne saurait finir, et ceci pour les meilleures raisons du monde, afin de laisser au lecteur le soin de l’achever à sa  guise ».

L’inachèvement essentiel de l'œuvre est alors compris par Geidel comme une sorte de défi au temps, une façon de dire que rien n'est jamais vraiment terminé, définitif, clos sur soi-même, que la vie est mouvement, voyage et passage (Wanderer, le cheminement toujours), et que l’œuvre est en perpétuel devenir, qu'elle court comme un flux d'impermanence fondamentale ; qu’on peut toujours intervenir, toujours changer le cours, et que l’on partage peut-être ce soin avec son auditeur… Pour lui « on retrouve également le temps schubertien dans les sonates, les fantaisies et la musique de chambre, dans sa façon de ne pas développer un thème, mais de le répéter avec un éclairage différent, comme un cameraman tourne autour d’une scène ». Et d'invoquer Rémy Stricker qui surenchérit : « ce n’est pas un des moindres enchantements schubertiens, que d’inventer le mouvement et le temps, dans le même geste où on leur échappe, à partir d’instants bloqués ».
Dans le même ordre d'idées, Angèle Leroy remarque elle aussi que : « Les caractéristiques du langage de Schubert, fondé notamment sur une attention portée au thème comme mélodie (et non comme matériau servant des constructions patiemment élaborées, […] soit le lieu privilégié d’une expression dialectique et d’une intention bâtisseuse dont Beethoven représente le modèle) et aux variations d’éclairage comme éléments architecturaux, le firent volontiers classer parmi les maîtres de la forme lyrique, dont des pièces comme les Impromptus [les dernières Fantaisies aussi] représentent en effet de superbes exemples. [... Mais dans les sonates aussi] où il prend sa place parmi les plus grands compositeurs de sonates, [Schubert] y est profondément lui-même, et ce bien vite, ignorant les sirènes d’une virtuosité brillante qu’il ne possédait pas au profit d’un pianisme subtil (et non sans difficultés), adoptant une dramaturgie qui s’affranchit des injonctions de concision — les fameuses "divines longueurs" dont parlait Schumann — ou de déduction, et qui se fonde sur un sens mélodique inné ainsi qu’un véritable génie modulatoire ».

## Caractérisation de l’œuvre et de son exception

### L'écriture d'un compositeur en pleine possession de ses moyens, infiniment triste...

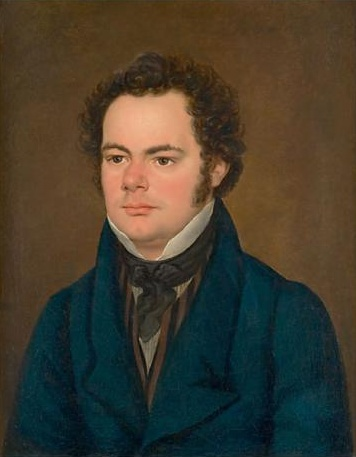
Portrait de Schubert en 1827, un an avant sa mort. Tableau de la même année, commandé par Josef Sonnleithner, non signé et attribué selon les sources aux peintres : Josef Willibrord Mähler, ou Anton Depauly, ou encore Franz Eybl.

Pour autant cette Fantaisie D. 940 fait exception, à plus d'un titre, de même qu'elle est emblématique, a contrario (mais la contradiction n'est qu'apparente), de son style original mais aussi de sa vie : elle est la seule pièce de ce genre que Schubert ait composée dans sa maturité. Maturité si l'on peut dire, puisqu'à 31 ans il était encore bien jeune pour mourir... C'est aussi, de loin, la pièce la plus connue ; elle est d'ailleurs considérée comme une des œuvres majeures de la littérature pour piano à quatre mains. Ainsi, pour cette œuvre, « Schubert délaisse complètement la sphère de la convivialité et crée une œuvre de dimensions quasi symphoniques dont l'atmosphère élégiaque initiale l'imprègne tout entière ».
Écrite donc au début de 1828, l'année de la mort du musicien, proposée à l'éditeur Schott le 21 février 1828, mais achevée probablement en avril 1828 comme mentionné sur le manuscrit, Schubert lui-même, accompagné par Franz Lachner (1803 – 1890, organiste, pianiste et compositeur), la jouera pour la première fois à Vienne le 9 mai 1828, au cours de l'une de ses fameuses Schubertiades. « Schubert avait manifestement conscience de l'importance de cette œuvre et la destinait à l'impression comme le montre le numéro d'opus noté de sa main sur le manuscrit autographe, qui figure également sur la première édition parue en mars 1829 ». Mais c’est donc entre amis que la création a lieu, et les rares témoins de cette première sont émerveillés. Ainsi que le dit encore Jérôme Ducros (qui a enregistré plusieurs fois Schubert, seul ou avec Renaud et Gautier Capuçon) :

« Ils peuvent l'être [émerveillés] : non seulement cette œuvre, en matière de Fantaisie, est un aboutissement inégalé même par Schubert, mais d'une façon plus générale, au sein de toute son œuvre, elle semble représenter la quintessence même de l'âme Schubertienne ».

Et l'on peut voir à l'évidence comme Ducros cette œuvre comme un résumé mélancolique de l'histoire de la vie de Schubert tourmentée par tant d'impossibilités, sur lesquelles les victoires obtenues se payent au prix fort : impossibilité d'écrire après Beethoven, difficulté à se faire publier,, impossibilité de conquérir le grand public, de faire jouer un opéra ; d'où les difficultés matérielles et les privations qui découlent de cet état de fait, ainsi que les souffrances psychologiques de ne pas voir reconnus, au-delà d'un cercle relativement restreint, son talent de compositeur et la beauté de sa musique : 

« Qu’importent ces états d’abattement dans lesquels [Schubert] se trouve fréquemment. Franz continue de s’enflammer pour de nouveaux poèmes dans lesquels il se retrouve. Il met en musique le Voyage d’hiver [D. 911] sur des poèmes de Wilhelm Müller, dont les textes, illustrant la solitude, correspondent parfaitement au jeune compositeur [il sublime la tristesse de sa vie dans la beauté déchirante, « bouleversante » et « funèbre » de sa musique : « la bien-aimée n'est plus sienne », et Schubert/Müller dit adieu au monde]. En effet, malgré son cercle d’amis, Franz est aussi seul que le personnage des lieder de Müller : sa vie s’achève bientôt, sans mariage, sans aucune réussite à l’opéra, il n’est pas reconnu du public pour ses vraies œuvres [il est surtout connu — un peu — pour ses musiques de danse légères], il n’est que très peu édité, de plus en plus incompris [voir l'accueil mitigé de sa Fantaisie pour violon et piano, autre chef d’œuvre pourtant, trop ambitieux pour les viennois de l'époque]… ».

Et par-dessus tout, sa fin de vie, qu'il sait proche, est marquée par l'impossibilité de se faire aimer — ouvertement en tous cas — de celle qu'il aime...

### ... et l’écho de ses amours malheureuses

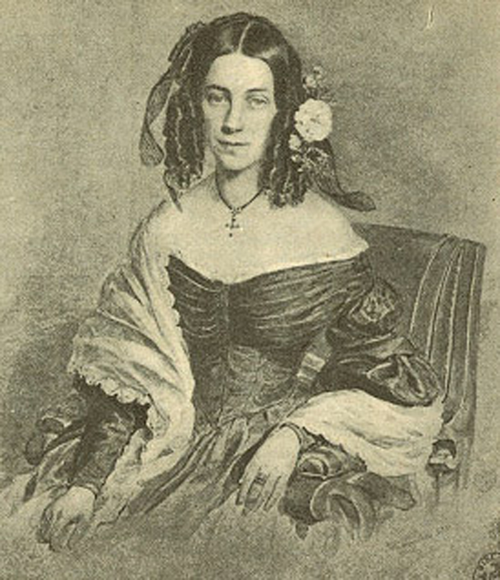
Comtesse Karoline von Esterházy de Galántha (1805-1851).

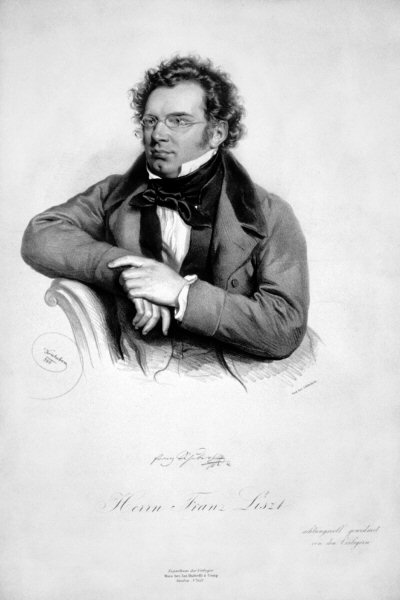
Franz Schubert (1797-1828) : lithographie de Josef Kriehuber, 1846.

En effet, la dédicataire de cette Fantaisie en fa mineur est la comtesse Caroline Esterházy, une élève du compositeur dont certains biographes pensent qu'il était éperdument amoureux. En février 1828, Eduard von Bauernfeld, dramaturge et ami de Schubert, note dans son journal : 

« Schubert semble être réellement amoureux de la comtesse E. Cela me fait plaisir pour lui. Il lui donne toujours des leçons »,.

Il l'avait connue en 1818, alors qu'ayant 21 ans il quittait Vienne pour la première fois, engagé par le comte Johann Karl Esterházy dans sa villégiature d'été à Zselíz en Hongrie (aujourd'hui Želiezovce en Slovaquie) comme maître de musique et de piano de ses deux filles Marie et Caroline, déjà excellentes pianistes et musiciennes (Marie également très bonne soprano). Au gré de ses séjours estivaux en Hongrie, et des leçons données aussi à Vienne en hiver par Schubert à la famille Esterházy, il se prend d'affection pour la cadette, Caroline (elle avait treize ans lors de son premier séjour), tendresse contre-tissée d'une complicité musicale intense : il ira par exemple jusqu'à lui confier la seule copie manuscrite qu'il eût de son Trio en mi bémol. Cette tendresse se muera bientôt en passion sans espoir : « quand il revint [à Zselíz] six ans plus tard, elle était devenue une [jolie] jeune femme et, aux dires de tous, il en tomba profondément amoureux ». On ne sait pas au juste si Schubert a pu un jour déclarer sa flamme à la jeune fille au détour d'un moment musical intime (peut-être, selon certains biographes, l'a-t-il fait en 1824), ni si cet amour platonique était peut-être partagé par elle, ni même si Schubert le sût jamais, mais il était certain en tout cas que jamais sa condition sociale ne lui permettrait d'épouser une comtesse.
Toujours est-il que c'est aussi « la connaissance de son mal [il est atteint de syphilis, incurable à l'époque], autant que l'écart de leurs conditions sociales, [qui] l'empêche de donner suite à la passion naissante qui l'unit à Caroline Esterházy, passion qui semble avoir été partagée car la jeune femme ne se mariera que longtemps après la mort du musicien. [...] Sa santé [étant] délabrée, Schubert sait désormais que ses jours sont comptés, mais son génie surmonte et transfigure l'angoisse métaphysique qui l'étreint car il ne trouve pas, dans une foi toute relative, de certitude suffisante ». C'est donc peut-être à « l'inaccessible étoile » de cet amour, mais aussi à l'omniprésence de la mort, que nous devons « l'incomparable série de chefs-d'œuvre » de sa fin de vie, de 1824 à 1828.

Et l'on sait, entre autres par Schönstein, que « cet amour impossible va le hanter jusqu'à la fin de ses jours ». On en a plusieurs autres témoignages de la part de ses amis à qui il se confiait ; ainsi, il écrit de Zselíz à Moritz von Schwind, le 2 août 1824 : 

« En dépit de mon irrésistible attirance pour l'étoile que tu connais, j'éprouve souvent une grande nostalgie de Vienne »,.

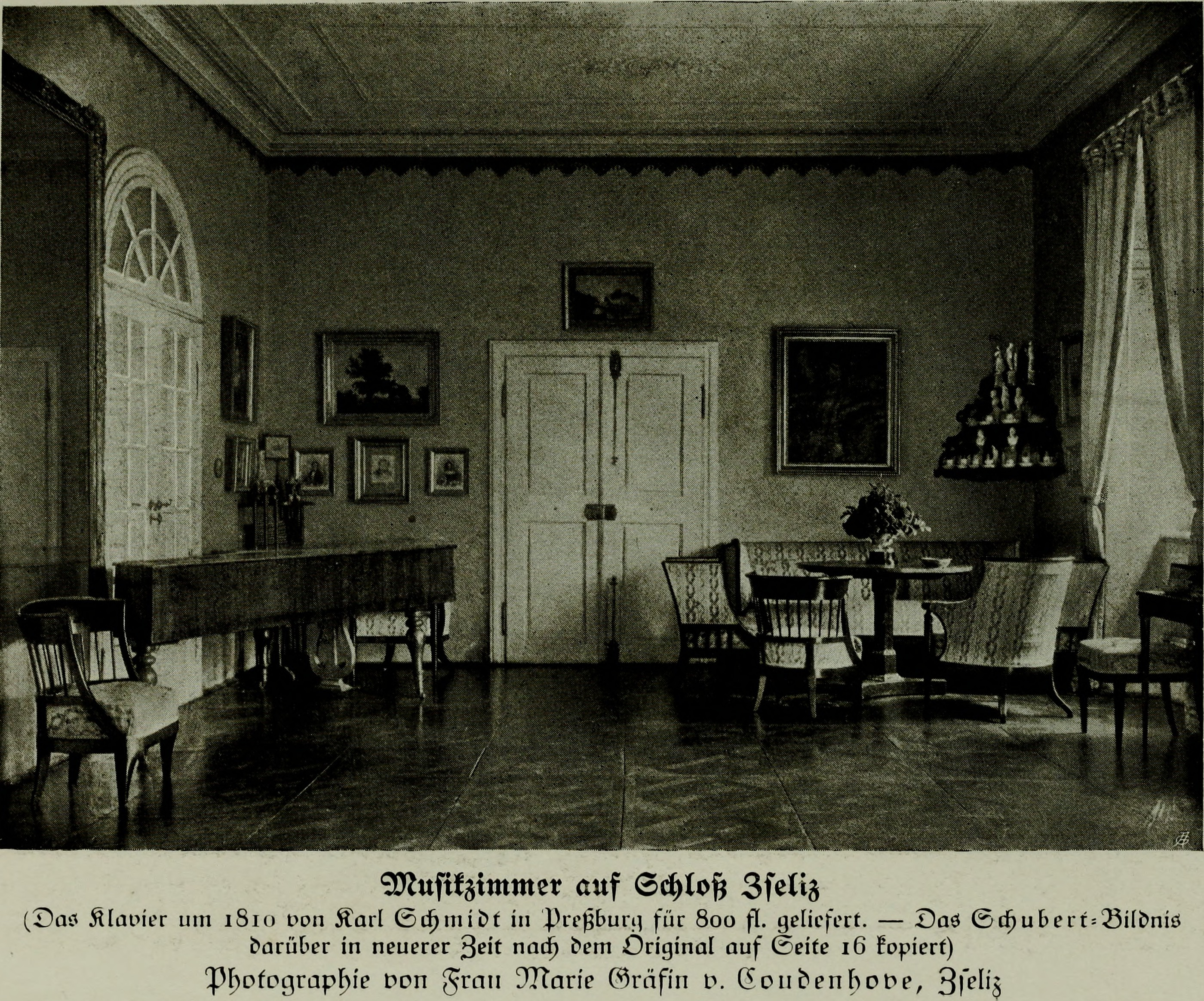
Salon de musique du château de Zselíz, avec piano-forte Karl Schmidt 1810 de Presbourg (aujourd’hui Bratislava). Image tirée de la page 257 du livre : (1913). C’est peut-être sur ce piano que Schubert a donné ses leçons de musique aux deux sœurs Esterházy, au château de Zselíz. [Voir en note le texte de la légende déchiffré avec sa traduction ].

Et puis il y a cette célèbre et douloureuse réplique rapportée par le Baron Karl von Schönstein, ami des Esterházy et de Schubert : 

« Comme [Caroline] reprochait personnellement un jour à Schubert [hommage, taquinerie tendre ou coquetterie?] de ne lui avoir jamais dédié aucun morceau de musique, celui-ci lui répondit : — Et pour quoi faire ? Tout ne vous est-il pas déjà dédié en fait ? »,

Ne pouvant donc au grand jamais prétendre à obtenir sa main, « il lui donnait [ainsi] la seule chose qu'il possédait, et dont lui seul alors [et elle peut-être?...] connaissait le prix ».

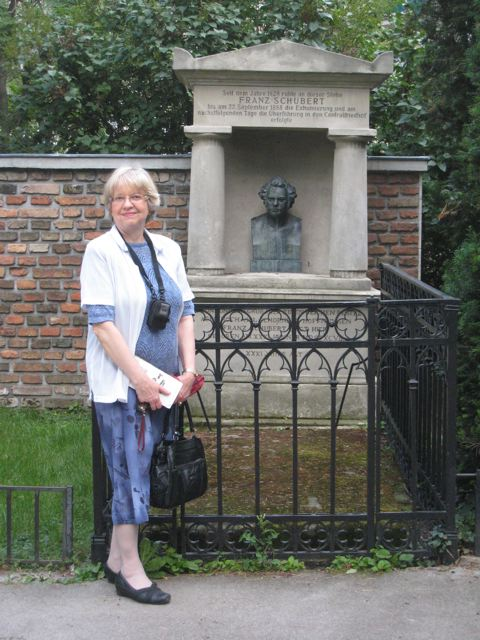
Rita Steblin, près de la tombe de Schubert à Währing (Vienne) en juin 2012. Musicologue canadienne, une des défenseures de la thèse de l’amour impossible de Schubert pour Caroline.

Pourtant, il lui dédiera quand même un morceau, un seul, ce qui donne justement à cette pièce un relief particulier : si « tout lui est dédié » implicitement, alors la seule pièce à lui être dédiée explicitement se présente comme un résumé, un symbole de toute sa production, à tout le moins pour piano (puisque Karoline était pianiste). Une seule pièce, mais c’est une des plus belles de toutes ses œuvres, et c’est justement cette Fantaisie en fa mineur pour piano à quatre mains — oui, à quatre mains, « le symbole a son importance ». Ainsi, le sachant confusément peut-être, il donnait là : 

« outre la déclaration d’amour désespérée qu’on a pu y voir, la clé de son œuvre pour piano à quatre mains dont cette Fantaisie semble le sommet : de la musique à jouer à deux pour conjurer la solitude. [...] 
[Ce faisant il trahit aussi son vœu original le plus cher] qui était d'avoir un jour Karoline à ses côtés, dans la proximité [brûlante ici] de l'exécution à quatre mains ».

Toutefois une source ancienne, de la fin du  XIXe siècle, indique que peut-être la dédicace de cette Fantaisie ne serait pas de la main même de Schubert, mais serait le fait de son éditeur après la mort du compositeur. Mais cet élément est aujourd'hui considéré comme peu vraisemblable par les biographes et musicologues qui assurent que la dédicace à la jeune comtesse Caroline est bien de Schubert,,,.
C'est peut-être l'ensemble de ces circonstances qui rendent célèbre cette œuvre, même si la question de l'amour secret de Schubert n'est aujourd'hui pas tout à fait tranchée, ; (pour autant, de nombreux biographes et musicologues y ont vu, à l'instar de Brigitte Massin, à tout le moins « le rêve sublimé d'une complicité amoureuse avec sa dédicataire Caroline Estherazy ») ; mais ce qui la fait exceptionnelle, c'est bien davantage son envergure et surtout sa « troublante » beauté (toujours selon Macia), dans « ces pages farouches [...] où le discours schubertien ouvre des portes inattendues, aux lumières ambiguës faites de clair-obscur et de murmures coupés de forte fracassants ».

### Influence ou emprunt
Plus qu'une utilisation comme simple musique de film pour "ambiancer" et souligner des éléments scénaristiques, cette Fantaisie de Schubert est véritablement au centre de l'intrigue d'un épisode de la série télévisée policière française Cassandre, lequel met en scène la dureté des enjeux de l'apprentissage de la musique pour les jeunes pianistes prodiges. Elle représente même dans ce film un leitmotiv qui oriente l'action à plusieurs reprises, prépare les rebondissements inattendus et noue le drame final, par le fait même qu'il s'agit justement d'une œuvre pour piano à quatre mains (sans cela le drame n'aurait pas eu lieu).
Il s'agit du premier épisode de la saison 3 (2018-2019) : « Épisode 1 : Fausse note ». Le début du premier mouvement et thème principal de cette Fantaisie de Schubert, teinté de mélancolique reproche, est repris volontairement de manière obsédante et rythme l'ensemble du film, créant parfois un saisissant effet d'anxiété sourde, et contribuant largement à l'atmosphère poignante de cet épisode particulièrement réussi.
Dans le film Drunk de Thomas Vinterberg, les protagonistes écoutent le premier mouvement à 4 mains (musique diégétique). Il s'agit de la version interprétée par Jeno Jando et Zsuzsa Kollar sortie chez NAXOS.

## Structure et analyse

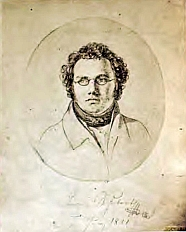
Portrait de Schubert en 1821, l'année des premières
« schubertiades ». Reproduction d'une esquisse au crayon par Leopold Kupelwieser, empruntée à la première biographie complète de Schubert par Heinrich Kreissle von Hellborn en 1865. On pourra en voir une reproduction photomécanique sur le site de la BnF :.

La Fantaisie en fa mineur D. 940 comprend quatre parties et sa durée d'exécution est d'environ (un peu moins de) vingt minutes. Sa structure se rapproche de celle d'une sonate, mais dont les mouvements sont joués d'un seul trait, formant un bloc avec transitions explicites (donc sans « silence de séparation ») entre les mouvements de tempo différent :   
1. Allegro molto moderato
2. Largo
3. Allegro vivace
4. Tempo primo (c'est-à-dire retour au tempo de la première section : Allegro molto moderato).

### Les quatre étapes d’un seul élan mouvementé
La Fantaisie est donc remarquable d'abord par sa construction, avec ses quatre sections qui forment un tout unitaire : Schubert avait déjà eu cette idée (de « fusion » englobante de l'œuvre en un ensemble à cohésion renforcée) pour la Wanderer Fantasie en ut Majeur, op. 15, D. 760 de 1822, et pour « la plus récente Fantaisie pour violon et piano [en ut Majeur, D. 934, de 1827], mais il surpasse ici tout ce qui a été écrit dans le genre (...) ».
On parlera de « sections » donc, plutôt que de « mouvements », car elles sont écrites et conçues comme devant être enchaînées. Aucun mouvement n’est donc replié sur lui-même, ils sont en interdépendance plus étroite que dans une sonate classique où chaque mouvement forme un tout avec une introduction, un développement de plusieurs thèmes, et une conclusion : comme un sous-ensemble au sein d'un grand ensemble divers dont l'unification relative repose essentiellement sur la tonalité principale utilisée qui « fédère » cette diversité morcelée.
Rien de tel ici, dans cette Fantaisie : un seul ensemble dont la diversité est balisée par la reprise quasi obsédante et hypnotique, « fataliste » pourrait-on dire, de quelques thèmes avec variation, ce qui confère à l'ensemble une forte cohérence de type plus structurel que tonal ; d'autant que deux tonalités génériques se partagent la Fantaisie : les deux sections (première et dernière) sont en fa mineur, la tonalité principale ; elles encadrent néanmoins les deux sections centrales en fa dièse mineur, deux tonalités donc, resserrées dans la gamme mais pourtant étrangement éloignées dans l'harmonie,,. Et il y a plusieurs incursions dans d'autres tonalités, comme dans le trio du scherzo (section 3), qui « est un délicat épisode en ré majeur ».

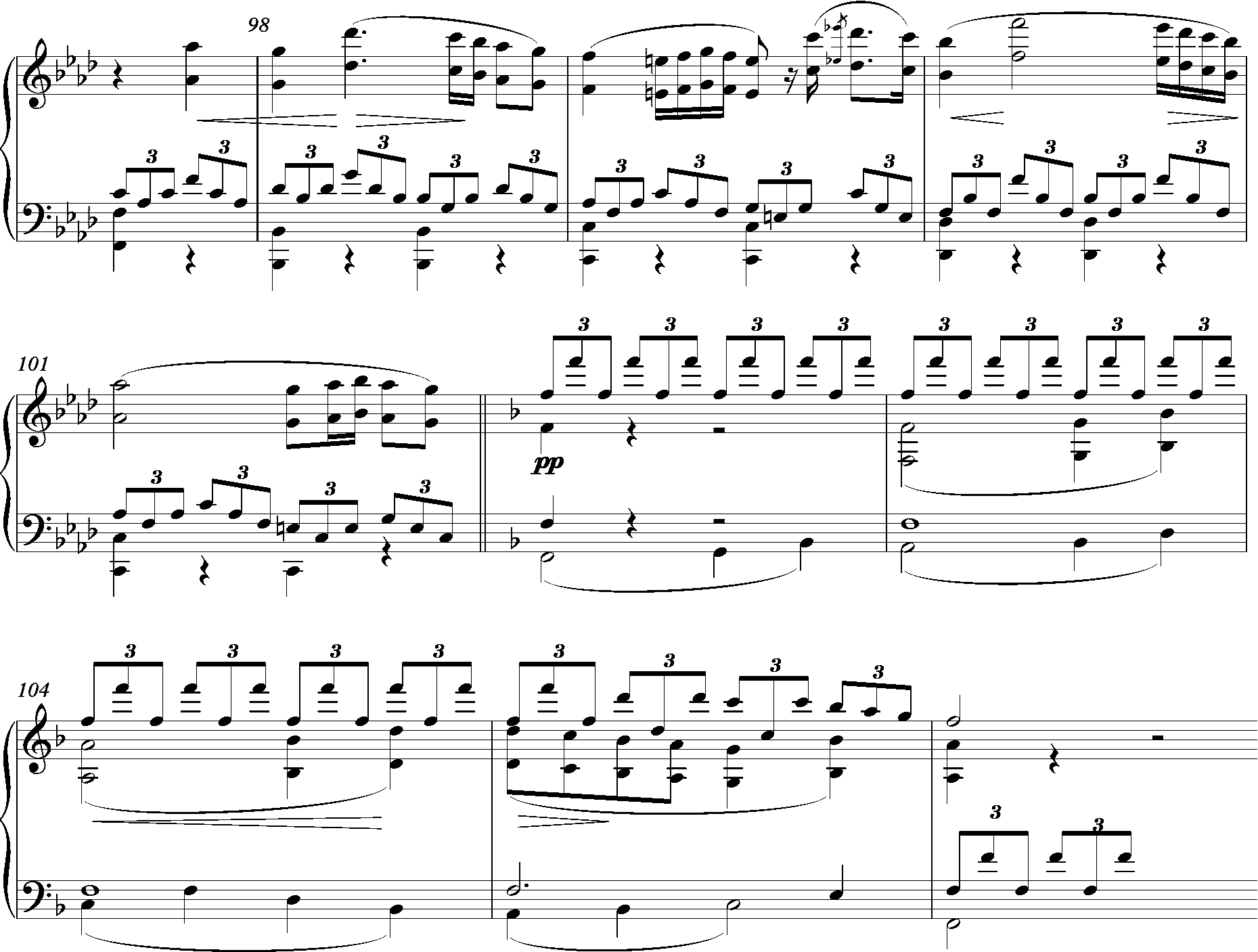
Schubert, Fantaisie en fa mineur D.940, extrait de la partition : mesures 98 à 106 (première section, en fa mineur, quatre bémols à la clef, voir le cycle des quintes).

La première section, en fa mineur donc et  Allegro molto moderato  (« très modérément joyeux »), expose deux thèmes opposés, comme dans la sonate classique. « Le thème initial inquiet, fragile, distille une infinie tristesse, [teintée de tendre reproche ou de nostalgie]. Il reviendra en boucle au fil de la pièce ». Les deux thèmes en effet seront repris plusieurs fois notamment dans les sections finales, sous des formes variées, notamment fuguées, ou ré-harmonisés ou quasiment tels quels.
La deuxième section est un Largo, « qui évolue sous l'armure de fa dièse mineur, une tonalité [ harmoniquement ] éloignée de fa mineur » dans le cycle des quintes, même si leurs toniques ne sont séparées que d'un demi-ton (fa - fa#, et toujours en mineur) dans la gamme. Ce qui signifie que Schubert utilise délibérément et « crânement » la proximité chromatique pour s'autoriser à moduler aussi loin de sa tonalité de base (presque diamétralement à l'opposé dans le cercle des quartes), ce qui était encore assez inhabituel à cette époque encore si proche de la période classique, malgré le passage défricheur de Beethoven.
Cette tonalité de fa dièse mineur est gardée dans la troisième section qui est un scherzo, de tempo Allegro vivace « engageant, plein de verve, avec son trio marqué con delicatezza », lequel est un des rares passages en mode majeur, justement.
La quatrième et dernière section reprend les thèmes de la première, à nouveau en fa mineur, mais cette fois-ci le deuxième thème devient support principal d'une fugue double choisie par Schubert afin « d'intensifier son matériau [issu de la première section], pour pouvoir terminer sa pièce de façon satisfaisante ». « Ce vaste développement fugué [est d'une] ampleur presque orchestrale » : « les contre-sujets qui se rajoutent au thème mettent en évidence son caractère dramatique. Le paroxysme du déroulement polyphonique est arrêté brusquement pour une dernière apparition mélancolique du thème du début, suivie (en coda) par une succession d'accords dissonants, désespérés dans leur tentative de se résoudre l'un l'autre », une succession comme « erratique » donc, cherchant difficilement son chemin en tâtonnant dans le noir de l'harmonie. Sa résolution, « douloureuse », n'intervient qu'au tout dernier accord, et encore celui-ci est-il pianissimo, à peine audible. « Le "dehors" chromatique [qui a déjà servi à rehausser le thème initial dans sa dernière reprise en coda, et à le tirer encore plus vers la mélancolie, voir plus loin, NDLR] est repris dans les dernières mesures de l’œuvre ― un cri d'angoisse qui s’élève jusqu’à un summum avant de sombrer dans un ultime accord tenu [presque imperceptible] », profondément résigné « en son mystère insondable ».

### La musique des silences

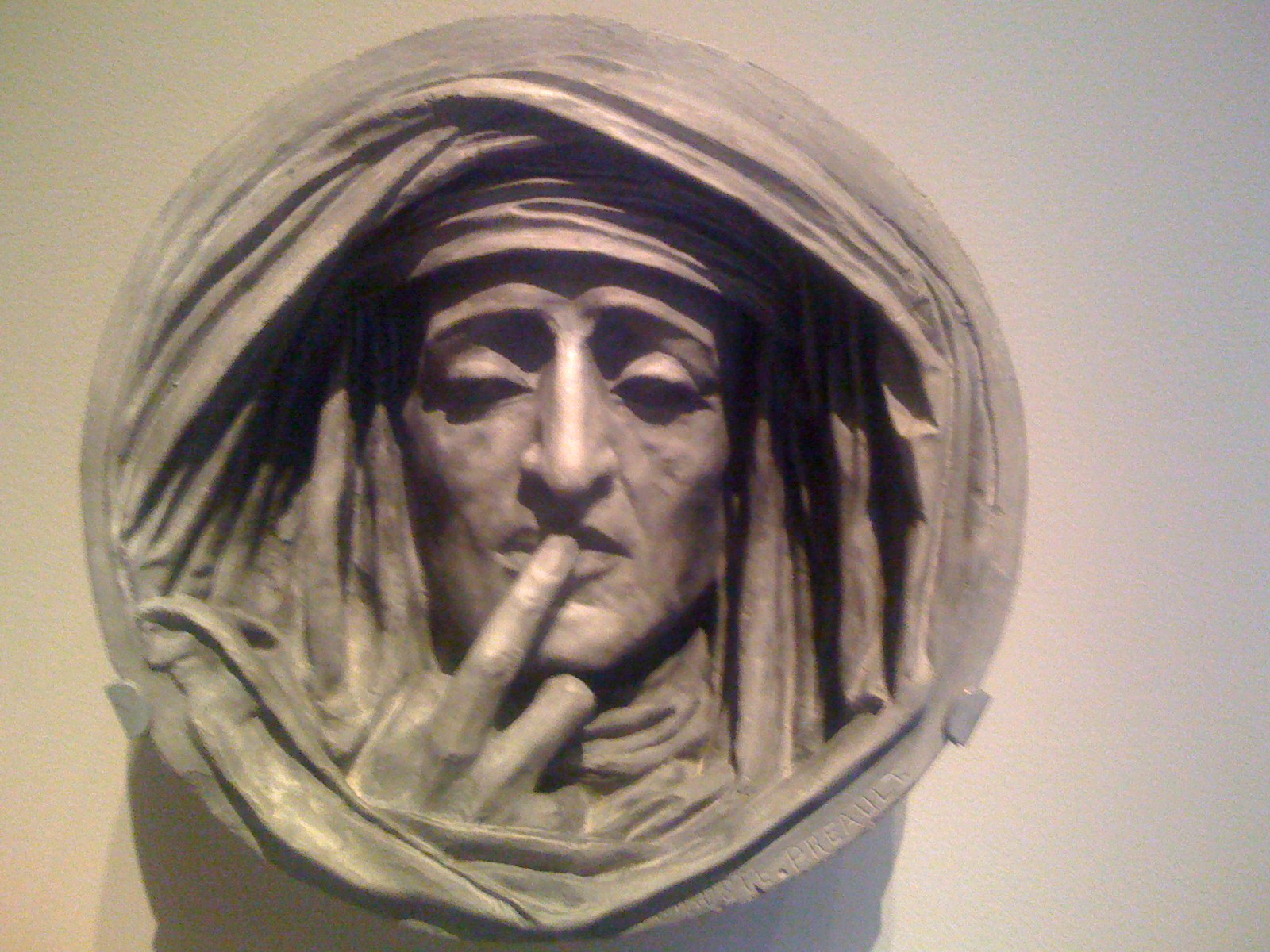
« Le Silence », sculpture en plâtre peint d'Auguste Préault (1809-1879), vers 1842-1843, conservée au Baltimore Museum of Art. Illustration utilisée aussi pour l'article « Musique et silence : l’éternel retour », sur ResMusica.

On l'a vu, la forme fantaisie chez Schubert se caractérise entre autres, selon Ducros, par une « utilisation inhabituelle des silences ». De même, selon Macia, le « caractère tragique » de cette œuvre est dû entre autres au fait qu'il s'agit là « d'une musique où les silences parlent autant que les notes ».
Et en effet, pour cette Fantaisie en fa mineur, le thème initial, particulièrement mélancolique, et son contre-thème de la première partie sont repris plusieurs fois, notamment dans une forme fuguée tourmentée dans la troisième partie, puis une double fugue plus intense encore dans la quatrième, fugues qui s'achèvent brutalement sur un fortissimo dramatique, puis un silence poignant, préparant le retour du thème initial (précédé de son accompagnement pianissimo), en coda : à deux reprises la rupture de continuité abrupte renforçant le contraste entre le tragique tempétueux de la fugue, et la reprise douloureuse et intime du thème principal, comme murmurée, toute en douceur d'autant plus triste maintenant, engendre une mise valeur exceptionnelle de ce thème.
En effet, comme le dit Misha Donat, « à la fin du da capo, un remarquable changement de tonalité et un brusque silence préparent le retour [en douceur] de la mélodie initiale de la Fantaisie, d’une manière particulièrement spectaculaire ».
Celle-ci doit tout à ce silence brusque qui précède la dernière reprise du thème premier, comme chacun peut le constater à la simple écoute. Silence frémissant parce qu’inattendu, et qui se produit au sommet de la montée chromatique et de l’intensité du volume sonore (les « forte fracassants » dont parlait Macia), brutalement interrompues sans aucune préparation : le silence intervient alors non comme une conclusion logique d’un enchaînement clos sur lui-même (après que la dernière note de musique se meurt, définitivement tue), mais en tant que mise en suspens imprévisible du discours musical, en un temps dès lors perçu comme indéfini (comme un silence en point d’orgue, comme un « instant d’éternité » selon la formule de Jorge Milchberg). Ce silence n’est alors pas un vide, une absence d’onde et de son, mais plutôt un écho ad libitum.
Ici, le silence agit surtout comme mise en tension du discours par sa brisure même, par l’inachèvement de la phrase, par le changement de tonalité, qui porte à leur paroxysme le contraste (fortissimo/silence brusque/pianissimo) et l’imprévisibilité de l’enchaînement. Ce faisant, il renforce la plénitude de l’attente par une incertitude maximum sur la suite du morceau ; alors la reprise du thème initial, devenu familier comme un refrain, se présente comme un soulagement de cette tension, une résolution de cette incertitude, mais désormais dans une certitude triste,. Car « l’œuvre finit dans une atmosphère de profonde résignation » ,.
Là encore, comme dans la troisième section, 

« alors que la section fuguée a atteint son apogée, la musique est spectaculairement interrompue, comme pour renouer [par le même silence] le lien entre le scherzo et le finale [de la section 3]. [Et] là encore, au silence fait suite le thème initial de l’œuvre, mais cette fois, la mélodie est exposée dans une harmonisation nouvelle, chromatiquement optimisée, qui ajoute une dimension poignante ».

Peut-être peut-on y voir, dans l’optique d’une « déclaration d’amour désespérée », comme Jérôme Ducros le dit,, la douceur nostalgique d’un souvenir heureux mais enfui, après l’impasse brutalement révélée de la passion interdite (la fugue brisée par le fracas du forte), le silence se chargeant alors aussi du sens d’un amour secret impossible à dire.

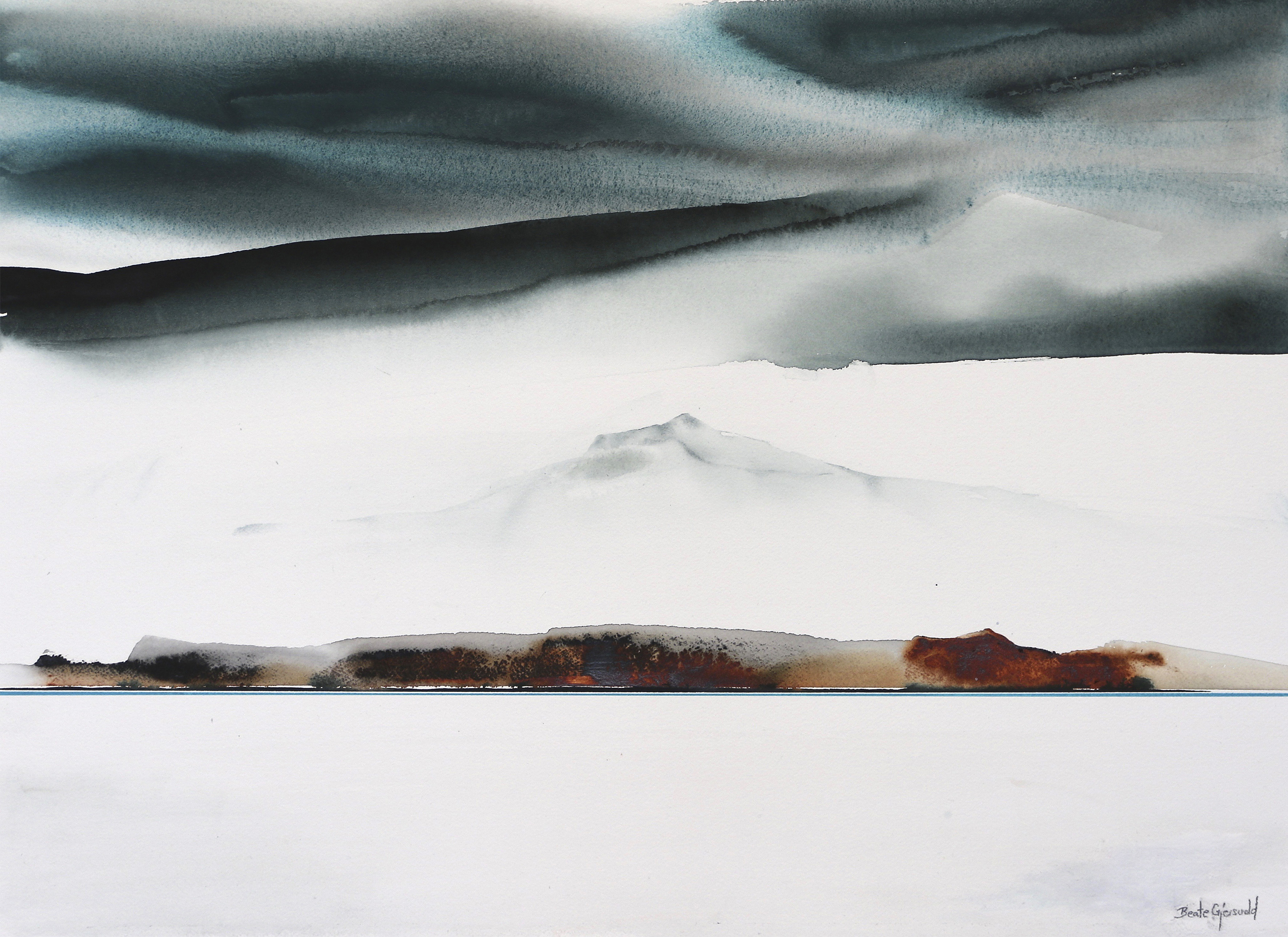
« Silence is so accurate » (Le silence est si précis/ si aigu/ si exact/ si juste/ si fidèle/ si fiable), aquarelle de la peintre norvégienne Beate Gjersvold. (2017).

Mais au-delà de l’anecdote existentielle, l’intégration du silence comme partie prenante du discours musical, utilisée ici de « manière spectaculaire » par Schubert, relève d’une longue tradition tant en Occident que ― surtout ― en Orient. Par exemple, G. S. Sachdev (en), le maître du Bansurî, la grande flûte traversière de l'Inde du nord, nous dit, dans le livret accompagnant l’un de ses disques : « La musique se trouve dans les notes et aussi entre les notes. Car dans la musique le silence n’est ni vide, ni simple attente ou transition : c’est véritablement une résonance dans l’esprit des sons et des vibrations entendus précédemment, c’est leur reflet dans l’abîme. […] Cette importance accordée aux silences requiert une concentration extraordinaire » et beaucoup de subtilité dans le jeu, car il ne s’agit pas moins que de « faire "chanter" le silence ». C’est à cette condition seulement que selon lui « la musique existe pour la plénitude de l’âme, [et atteint] à la pureté, (aussi par la stabilité des notes qui demande une grande maîtrise du souffle) », et que le silence s'exprime pleinement comme  « vivante respiration ».

Schubert en effet, peut-être plus qu’aucun autre compositeur, joue lui aussi des silences dans l’écriture de sa musique, à la fois intensément (drame) et subtilement (poésie, tendresse). Un autre exemple presque aussi célèbre que notre Fantaisie D. 940 se trouve dans l’Allegro (ou Rondo) en la mineur D. 947, lui aussi composé pendant cette fatidique année 1828, donc tout près de la Fantaisie. Mais cette pièce ne sortira pas de l’ombre avant 1840, lorsqu’Anton Diabelli la publiera sous le titre de  Lebensstürme  (« Les tempêtes de la vie ») ― surnom qui selon certains critiques ne correspond pas à l’ensemble de l’œuvre, car « aux turbulentes pages d’ouverture s’oppose la sérénité d’un second sujet exposé à la manière d’un lointain choral, et qui laisse derrière lui toute notion de tempêtes ». Ainsi peut-on mesurer la parenté des deux œuvres dans l’utilisation de ce procédé saisissant : montée jusqu’à un paroxysme (de complexité, de volume, de drame) / rupture brusque / silence angoissé / reprise du thème principal transfiguré. Et comme dans la Fantaisie D.940, 

« globalement cette pièce [Lebensstürme D.947] use avec drame de brusques silences ― nulle part de façon plus saisissante qu’à la fin de son premier volet, quand la musique s’interrompt en plein milieu [d’une phrase] pour plonger soudain dans une tonalité des plus inattendues au début du développement central. Ce dernier repose avant tout sur le sujet inaugural, métamorphosé, dans ses moments conclusifs, en un passage délicatement sautillant qui souligne le départ explosif de la réexposition [du thème] ».

Et Schubert "met en scène" ce procédé de « silence musical de rupture »  à deux et trois reprises, respectivement, dans chacune des deux œuvres. On peut aussi écouter un autre genre de silence, qu’on pourrait dire « silence de résonance infinie » comme Sachdev, à la toute fin de la Fantaisie en fa mineur, entre l’avant-dernier et l’ultime accord de l’œuvre.
Ce faisant, Schubert accomplit par avance le vœu de Mallarmé de « faire du silence musique » dans son célèbre poème Sainte, certes dans une atmosphère plutôt romantique et tourmentée chez Schubert, que médiévale et "angélique" chez Mallarmé, mais le principe reste le même [-c'est nous qui soulignons, NDLR.] : 

« - SAINTE

À la fenêtre recélant

Le santal vieux qui se dédore

De sa viole étincelant

Jadis avec flûte ou mandore,

Est la Sainte pâle, étalant

Le livre vieux qui se déplie

Du Magnificat ruisselant

Jadis selon vêpre et complie :

À ce vitrage d’ostensoir

Que frôle une harpe par l’Ange

Formée avec son vol du soir

Pour la délicate phalange

Du doigt que, sans le vieux santal

Ni le vieux livre, elle balance

Sur le plumage instrumental,

Musicienne du silence. »

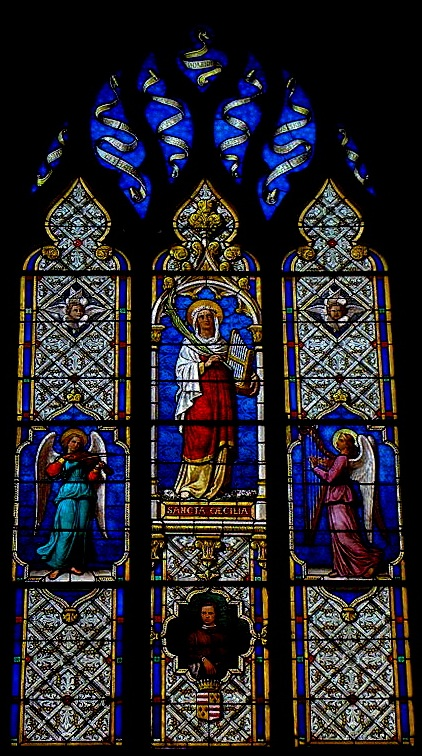
Vitrail Sainte Cécile et anges musiciens de l'église Saint-Pierre-et-Saint-Paul de Piré-sur-Seiche (35). L'historien de l'art Stefano Biolchini associe, dans son "beau-livre" géant Le Paris des poètes maudits, un vitrail de Sainte Cécile, patronne des musiciens, à ce poème de Mallarmé.

Ce jeu du « silence musical » est récurrent dans l’écriture schubertienne,, mais il dépend étroitement à l’évidence de la manière dont l’interprète s’en empare pour en jouer.

## Transcriptions
Des transcriptions de cette pièce pour piano à deux mains ont été réalisées par Johann Friedrich Carl Dietrich (1816-1875), Louis Köhler (1820-1886), Michael Zadora (1882-1946), Jérôme Ducros (en 2001), et Sergey Kouznetsov (en 2011), ainsi qu'une transcription pour orgue par Léonid Karev.
Il existe une transposition pour piano et orchestre de cette Fantaisie en fa mineur de Schubert, par Dmitry Kabalevsky, qui transmue son atmosphère intime en lui donnant l’ampleur et la forme plus spectaculaire d’une sorte de concerto. On a vu que cette dimension orchestrale était en germe dans l’importance quasi symphonique de l’œuvre originale. Cette version a été jouée et enregistrée en concert à Moscou par Emil Gilels (avec orchestre), en 1965, et republiée en CD en 2003 et 2017, dans le cadre d’une grande rétrospective chez Naxos, label 2017 DOREMI : Emil Gilels Legacy (« Héritage d'Emil Gilels »), volume 9 (consacré à Chopin et Schubert), collection : Legendary Treasures (« Trésors légendaires »).
Il existe aussi une transposition pour trio (violon, piano et violoncelle, avec prédominance du piano) et orchestre par le même Dmitry Kabalevsky, datant de 1961. Elle a été enregistrée en concert en 2016 (disque publié en 2018).

## Discographie
Cette partie regroupe les enregistrements en disques, mais aborde aussi les prises de vues en concert non éditées en disques, ainsi que les adaptations de la partition originale et ses diverses interprétations.
Cette œuvre importante a été souvent jouée et enregistrée sous sa forme originale par de nombreux duos dont certains sont prestigieux. Elle a aussi été jouée en adaptation pour piano à deux mains, soit pour un soliste, soit pour un pianiste avec orchestre (comme un genre de concerto), ou encore pour trio et orchestre. Si souvent jouée d’ailleurs qu’il est difficile de proposer une liste exhaustive de ces interprétations. Cette liste ne prétend donc pas à l’exhaustivité (elle est seulement "semi-exhaustive"), elle n’a pas non plus  une visée comparative critique ni vraiment sélective : sont surtout retenues les versions qui ont été publiées en disques, ou les captations des interprètes les plus connu(e)s. Elle est présentée en ordre chronologique des dates de concert ou de première publication.

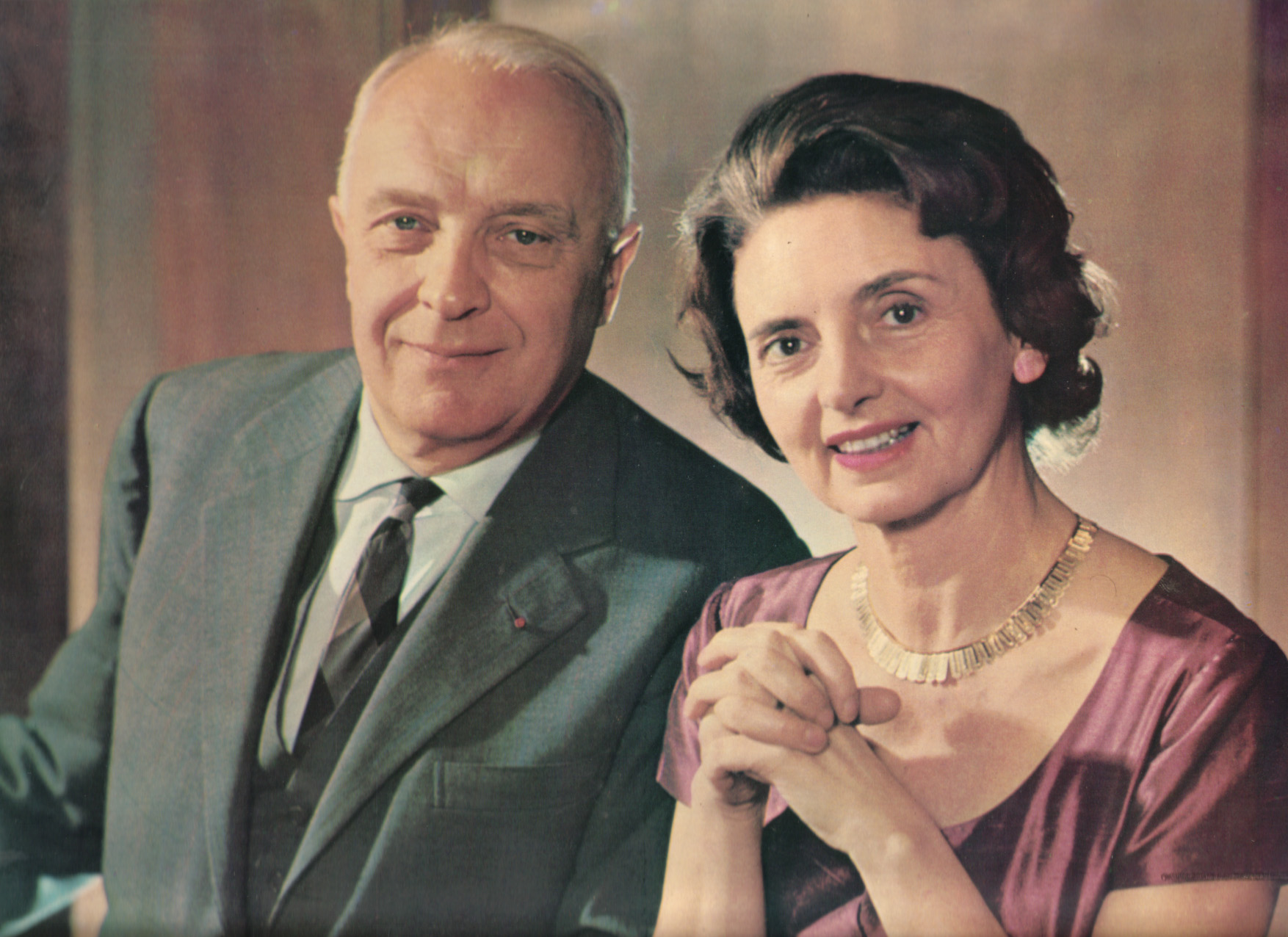
Robert et Gaby Casadesus.

- 1954 : Robert et Gaby Casadesus, « Duo-Pianists » (18 janvier 1954, LP Columbia / CBS Records P 14196 / ML 5046[69],[70] / Sony Classical SO33982 – SO33982000).
- 1961 : Alfred Brendel et Évelyne Crochet, Fantaisie en fa mineur à quatre mains et Wanderer-Fantasie en do majeur op.15, D.760 (LP Vox/Turnabout TV-S 34479) (OCLC 9024590 et 718396993), (OCLC 705326668)[71].
- 1965 : Sviatoslav Richter et Benjamin Britten (Aldeburgh, concert 22 juin 1965, archive BBC/Decca LC 00171 / 466 822-2[72] / La discothèque idéale de Diapason, vol. IX)[73],[74]. Paul Badura-Skoda le 6 février 2018, durant un Gesprächskonzert  (« concert-discussion / concert-conférence ») au Konzerthaus (« auditorium ») de l'Académie de musique de Detmold. Badura-Skoda est connu pour son travail musicologique de retour aux sources du classicisme viennois (Haydn, Mozart, Beethoven, Schubert), interprété sur instruments d'époque (piano-forte). Il a joué et enregistré plusieurs fois la Fantaisie en fa mineur de Schubert à quatre mains avec Jörg Demus, et il a aussi réalisé (entre autres) une intégrale des sonates de Schubert sur pianoforte, enregistrées de 1992 à 1997, rééd. 2013 chez Arcana - Outhere A 364.

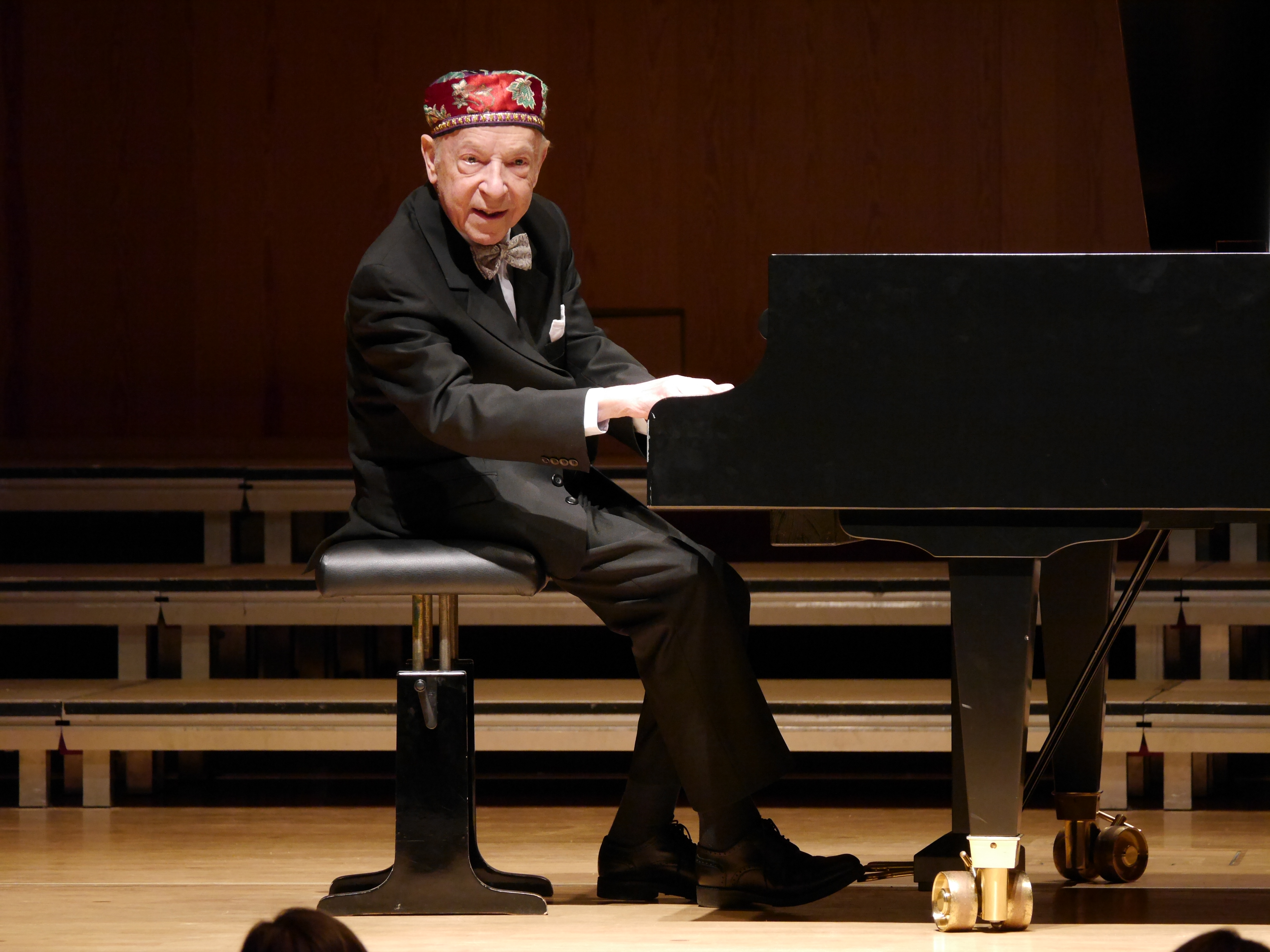
Paul Badura-Skoda le 6 février 2018, durant un au de l'Académie de musique de Detmold. Badura-Skoda est connu pour son travail musicologique de retour aux sources du classicisme viennois (Haydn, Mozart, Beethoven, Schubert), interprété sur instruments d'époque (piano-forte). Il a joué et enregistré plusieurs fois la Fantaisie en fa mineur de Schubert à quatre mains avec Jörg Demus, et il a aussi réalisé (entre autres) une intégrale des sonates de Schubert sur pianoforte, enregistrées de 1992 à 1997, rééd. 2013 chez Arcana - Outhere A 364.

- 1966 : Paul Badura-Skoda et Jörg Demus, « Schubert – Vierhändige Klaviermusik (Compositions Pour Piano à Quatre Mains) » (LP DG LPM 39 107[75] / [76] / coffret de 10 LP « Les Chefs-d’œuvre du Piano » DG 644 101 à 644 110[77] / 20CD The Paul Badura-Skoda edition DG – voir CD 20)(OCLC 1176454261). Badura-Skoda et Demus l'ont réenregistré en concert à la salle Gaveau, en 2007 (voir ci-dessous).
- 1968 : Emil et Elena Gilels et Karl Böhm, Schubert Fantasie D. 940 et Mozart, Konzert für 2 Klaviere KV 365 (7 février 1968, DG 463 652-2)[78].
- 1969 : Jacques Février et Gabriel Tacchino, « Franz Schubert - Pièces Pour Piano à Quatre Mains » (La Voix de son maître 2 C 063-100012[79].
- 1974 : Cyril Smith et Phyllis Sellick, « Piano Duos : Schubert, Mendelssohn, Franck, Fauré » (1974, Nimbus Records NI 5178)[80].
- 1975 : Viktoria Postnikova et Guennadi Rojdestvenski, « Mozart, Schubert, piano duets », label : Melodiya / La Voix de son maître/EMI SXLP.30189, série : HMV Melodiya Concert Classics[81].
- 1978 : Christian Ivaldi et Noël Lee, « L’œuvre pour piano à quatre mains de Franz Schubert, vol. 1 » (Arion ARN 336 011 / Rééd. 2 CD ARN 268152 – AR 182 / 4 CD : « Intégrale de l’œuvre pour piano à quatre mains de Schubert)[82] » — Récompensée d’un « Diapason d’Or » et d’un « Choc » du magazine Le Monde de la musique.
- 1978 : Christoph Eschenbach et Justus Frantz, « Schubert Piano Duets » (EMI/La Voix de son maître 1C 157-03317/18 / ASD 3593/94[83] / 2CD EMI/Warner / 4CD Brilliant Classics 92958 / Joan Records) (OCLC 1183784525 et 699193460), (OCLC 699193460 et 872105376).
- 1979 : Anne Queffélec et Imogen Cooper, « Schubert-œuvres pour piano à quatre mains » (1979, 3 LP Erato STU 71044[84] / Rééd. Apex/Erato/Warner Classics LC 04281[85].
- 1979 : András Schiff et Imre Rohmann : « Schubert Piano duets » (octobre 1977, LP Hungaroton SLPX11941 / HCD 11941-2) (OCLC 811244260)[86],[87].
- 1980 : Aloys et Alfons Kontarsky, « Schubert: Sonate "Grand Duo" D.812 / Fantasie D.940 » (1980, Deutsche Grammophon [88] (OCLC 781117422 et 742618686)
- 1983 : Joop Stringa et Thea Wakelkamp, « Piano à quatre mains :  Strategier, Debussy, Schubert » (Pertronics 2600783)[89].
- 1984 : Murray Perahia et Radu Lupu (Sony Music IM-39511 / MK 39511 / DIDC 020189. « Œuvres de Mozart et de Schubert pour piano à quatre mains ou pour deux pianos »[90].
- 1990 : Bracha Eden et Alexander Tamir, « Schubert Piano Duets vol. 1 & 2 » (janvier 1990, CRD Records / Musical Heritage Society vol. 2 5185884[91] / « Schubert – The Masterworks », CD no 39, sur 40 Brilliant Classics 92394 / Œuvres pour piano à quatre mains, vol. 1 Brilliant Classics)[92] (OCLC 993846430)
- 1991 : Wyneke Jordans et Leo van Doeselaar, « Franz Schubert Four Hand Piano Music », sur un piano-forte Friedrich Hoxa, Vienne 1826 (1991, Globe GLO 5049)[93],[94].
- 1994 : Duo Crommelynck, « Schubert: Works for Piano four hands Vol. III » (1994, Claves Records 50-9413)[95].
- 1997 : Claire Désert et Emmanuel Strosser : Schubert (janvier 1997, EMI / Rééd. Virgin) (OCLC 820476022 et 891384911)
- 1997 : Robert Levin et Malcolm Bilson, « Schubert : Music For Piano 4 Hands » sur un Conrad Graf, Vienne c. 1830 (décembre 1996, Archiv[96].
- 1998 : Anthony Goldstone et Caroline Clemmow, « Franz Schubert – The Complete Original Piano Duets » (Olympia OCD 675 / Rééd. 7 CD Divine Art dda 21701 / LC 12671 – voir CD 2)[97].
- 2002 : Eric et Tania Heidsieck (2002, Cassiopée 969 198).
- 2002 : Christopher Hinterhuber et Rico Gulda (Naxos 8.555930)[98].
- 2003 : Alexandre Tharaud et Zhu Xiao-Mei, « Schubert Divertissement à la hongroise » (février 2002, Harmonia Mundi HMC 901773)[99],[100] (OCLC 1310789601)
- 2004 : Evgeni Koroliov & Ljupka Hadzigeorgieva (2004, « The Koroliov Series Vol. VIII » Tacet 134) (OCLC 1246183983)
- 2005 : Evgeny Kissin et James Levine (concert au Carnegie Hall, 1er mai 2005, The Carnegie Hall Concert, Schubert Piano Music for Four Hands 2 CD RCA/Sony Music 8 2876 69283 2 7[101] (OCLC 315493767)
- 2007 : Paul Badura-Skoda et Jörg Demus (soirée anniversaire à la salle Gaveau, concert du 6 octobre 2007 du concert du 6 janvier 1978. Rééd. 2018, Gramola 99 175, LC 20 638[102] (OCLC 1085548130)
- 2008 : Katia et Marielle Labèque, « Mozart - Sonata in D for Two Pianos K 448; Schubert - Fantasy in F minor D 940 »(janvier 2007, KML Recordings / Rééd. 7 CD en 2016, Universal Music) (OCLC 1116143018 et 796193741)[103].
- 2008 : Duo Mihăilescu : Manuela Iana-Mihăilescu et  Dragoș Mihăilescu : « Schubert, Brahms, Rahmaninov : Morceaux pour Piano à Quatre Mains » (Show Factory-7667- ifpi LD33[104].
- 2009 : Duo Ykeda (février 2009, Warner) (OCLC 762379567)
- 2009 : Duo de Prague, Œuvres pour quatre mains (juillet 2009, Praga) (OCLC 607060594)
- 2010 : Steven Osborne et Paul Lewis, « Schubert piano duets » (février 2010, Hyperion CDA67665[105]
- 2010 : Jan Bülow et Ulla Schuback, Sonneten (2010, Nosag)[106].
- 2011 et 2014 : Lucas et Arthur Jussen en concert : Schubert, Fantasie in f Moll, D 940[107].
- 2012 : Martha Argerich et Eduardo Delgado (concert au Teatro Il Circulo à Rosario en Argentine, le 25 octobre 2012)[108].
- 2013 : Ismaël Margain et Guillaume Bellom : Schubert (juillet 2012, Aparté AP056) (OCLC 1030960427)
- 2014 : Philippe Cassard et Cédric Pescia : dans le cadre de son émission « Le Matin des Musiciens » sur France Musiques, Philippe Cassard analyse avec Cédric Pescia, la composition de cette Fantaisie en fa mineur de Scubert, avec « le piano sous la main » comme à son habitude, pour illustrer ses propos[109].
- 2014 (23 septembre) : Philippe Cassard et Cédric Pescia : « Schubert 1828 : Philippe Cassard Sonata D959 et Piano Duets with Cédric Pescia » (La Dolce Volta LDV 15 / GZ Media – A61607)[110] (OCLC 999806706)
- 2015 : David Fray et Jacques Rouvier : « Schubert Fantaisie » (novembre 2014, Erato/Parlophone  825646 166992)[111],[112] (OCLC 1184718515)
- 2015 : Claire Désert et Emmanuel Strosser : Schubert, piano à quatre mains (janvier 2015, Mirare MIR280) (OCLC 946645102)[113].
- 2017 : Andreas Staier et Alexandre Melnikov, sur une copie par Christopher Clarke d'instrument ancien piano-forte Conrad Graf (« les préférés de Schubert »[114]) : Franz Schubert, Fantasie in F minor and other Piano Duets (mars 2015, SPPF (les labels indépendants), Harmonia Mundi HMM 902227[115],[116],[117],[118].
- 2017 : Clément Lefebvre et Alexandre Lory, concert Franz Schubert sur France Musique | Fantaisie en fa mineur D. 940. Extrait de l'émission « Génération Jeunes interprètes » enregistrée le 8 avril 2017 au studio 106 de la Maison de la Radio[119].
- 2017 : The Latsos Piano Duo (Giorgi Latso and Anna Fedorova-Latso), « Latsos Performs Mozart and Schubert » (Classical-Giorgi Latso)[120].
- 2018 (12 janvier) : - Piano duo Silver-Garburg (Sivan Silver et Gil Garburg) : Fantasy in f Minor - Franz Schubert, filmés en concert au Konzerthaus de Berlin, sur piano Bechstein (1853)[121].
- 2018 : Philippe Entremont et Gen Tomuro, « Franz Schubert : Sonate en si bémol majeur D. 960, Fantaisie à quatre mains en fa mineur D. 940, Marche militaire No 1 D. 733 » (Solo musica SM 276)[122],[123].
- 2019 : Milano Piano Duo : Œuvres pour piano à quatre mains (2017, Da Vinci Classics) (OCLC 1137068498)
- 2019 : Yaara Tal et Andreas Groethuysen : Tal & Groethuysen play Schubert, Complete Piano Music for Four Hands (, 7 CD Sony Classical, collection “Masters”, 0190758795928[124].
- 2020 : Duo Scholtes & Janssens, Schubert et Mozart (septembre 2020, Challenge Classics CC72848)
- Maria João Pires a enregistré deux fois cette Fantaisie :
  - avec Hüseyin Sermet « Schubert Piano duets » (septembre 1987, Erato 0630-10718-2 / Rétrospective Erato, 50 CD (CD no 38) 2564 64418-1) (OCLC 1110094757 et 1115998488)[125],[126] ;
  - avec Ricardo Castro : « Schubert Music for Piano four hands » (2004, 2 CD DG 477 5233 / Rééd. 2014 : « Résonance de l’Originaire, Franz Schubert: Works for Piano Duet and Piano Solo » 479 3058/479 3059)[127],[128].

Et en concert, avec des partenaires variés, notamment :
- avec Julien Libeer le 28 janvier 2014, au Palais des Beaux-Arts  de Bruxelles ;
- avec Lilit Grigoryan, le 16 février 2016, à la Sala Verdi de Milan, avec la Societa' del Quartetto ;
- avec Julien Brocal, le 29 avril 2016 au Fazioli Concert Hall à Sacile en Italie du Nord-Est.

### Arrangements à deux mains
- 1960 : Maria Grinberg, Schubert - Liszt (1984, LP Melodiya М10 45763 008[132]. Réédition dans la collection « The Art of Maria Grinberg », volume 1 (Arlecchino)[133](OCLC 1040361120) — Une version historique de la Fantaisie D.940, transcrite par elle pour deux mains, enregistrée en concert.

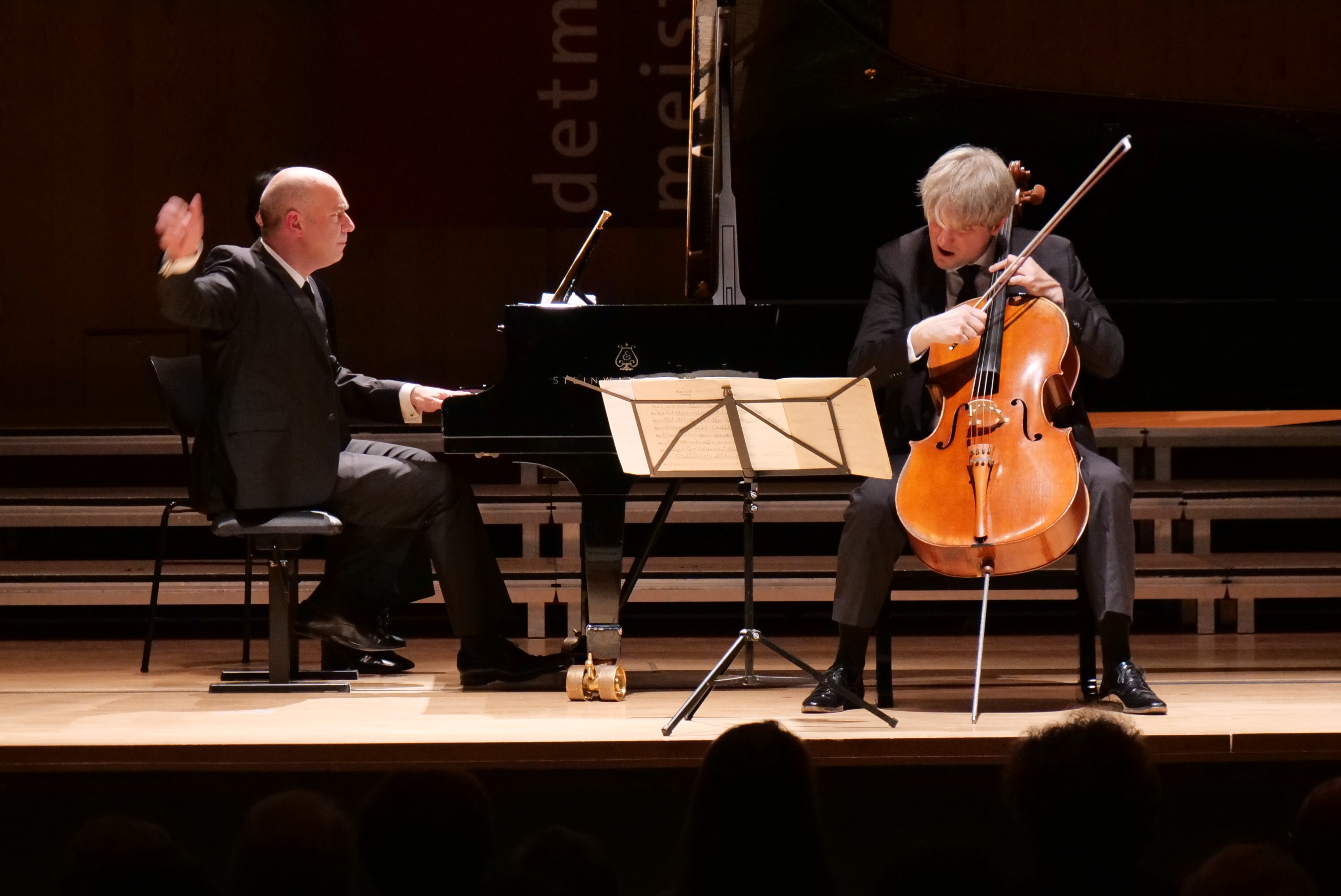
Jérôme Ducros (piano) & Jérôme Pernoo (violoncelle) le 23 octobre 2018 dans la salle de concert de la HfM (Hochschule für Musik), la même Académie de Musique de Detmold que ci-dessus pour Badura-Skoda.

- 2001 : Jérôme Ducros, Fantaisie en fa mineur in « Franz Schubert, The Fantasies for piano » (transcription pour deux mains par l’interprète, premier enregistrement mondial). Label : Ligia Digital, référencé : « Lidi 0103095-01 » (code : 3 487549 900959). Récompensé par le « diapason d’Or 2000 » et « choc de Classica »[134],[63].
- 2011 : Sergey Kouznetsov, captation en public de la Fantasie in F minor de Scubert arrangée pour piano à deux mains par l’interprète[135].

### Arrangements avec orchestre
- 1965 : Emil Gilels, Schubert Fantasy in F minor, autre version historique enregistrée en concert, à Moscou, dans un arrangement pour piano seul et orchestre par Dmitri Kabalevski[66].
- 2018 : Claire Huangci (piano) ; Benjamin Schmid (violon) ; Harriet Krijgh (violoncelle) ; l’ORF Vienna Radio Symphony Orchestra dir. Cornelius Meister – transcription pour trio et orchestre datée de 1961 par Dmitri Kabalevski (2016, Capriccio LC 08748 et C 5310)[67].

### Livres

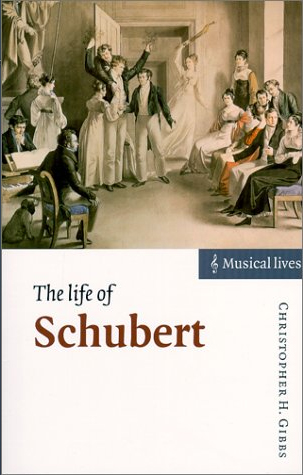
La biographie de Schubert par Christopher Gibbs.

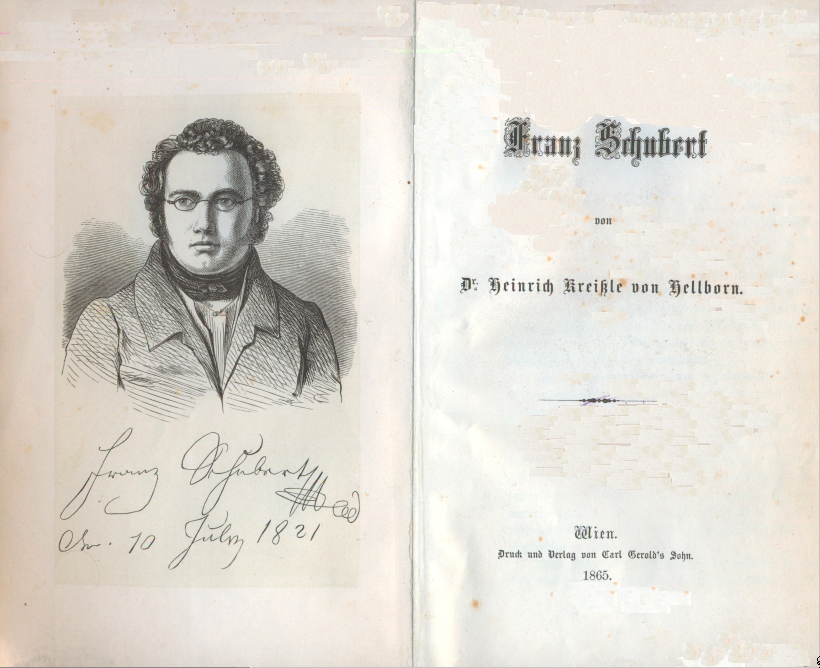
Une des plus anciennes biographies complètes de Schubert en 1865, par Heinrich Kreissle von Hellborn.

: document utilisé comme source pour la rédaction de cet article.
- Agathe Audley, Franz Schubert : sa vie et ses œuvres, Paris, Didier et Cie, 1871, 365 p. (lire en ligne).
- Marcel Schneider, Schubert, Paris, Éditions du Seuil, coll. « Solfèges » (no 4), 1957, 219 p. (ISBN 2-02-019889-4, OCLC 3459993).
- Brigitte Massin, Franz Schubert, Fayard, 1ère édition en 1977, éd. revue et corrigée en 1993, 1400 p. (ISBN 2-213-00374-2, 2213030049 et 978-2-213-63887-4, OCLC 4487232, présentation en ligne, lire en ligne).
- Rémy Stricker, Franz Schubert : le naïf et la mort, nrf Gallimard, coll. « Bibliothèque des Idées », 1997, 360 p. (ISBN 2070741826 et 978-2070741823, présentation en ligne). Sur le site de l'éditeur Gallimard : Franz Schubert : le naïf et la mort (présentation en ligne).
- (en) Christofer Howard Gibbs (trad. La Vie de Schubert), The Life of Schubert, Cambridge University Press, 2000, 240 p. (ISBN 978-0-521-59512-4, lire en ligne).
- Jean-Marc Geidel, Le Voyage inachevé : une fantaisie sur Schubert, Éditions L'Harmattan, coll. « Écritures », 2006, 94 p. (ISBN 2296006280 et 978-2296006287, présentation en ligne).
- Philippe Cassard, Franz Schubert, Actes Sud, 2008, 130 p. (ISBN 978-2-7427-7349-7, présentation en ligne).
- (en) William Smith Rockstro (trad. Une histoire générale de la musique : de ses débuts dans le théâtre grec jusqu'à nos jours), A General History of Music : From the Infancy of the Greek Drama to the Present Period, Cambridge University Press, 2013 (ISBN 9781108064798, lire en ligne).
- (en) Brian Newbould, Schubert Studies, Routledge, 5 juillet 2017 (ISBN 9781351549943, lire en ligne).
- Olivier Bellamy, Un hiver avec Schubert, Libretto, 2018, 193 p. (ISBN 2369143762 et 978-2369143765).

### Articles, livrets, préfaces
- Jean-Marie Lamour, « Franz Schubert », sur Philharmonie de Paris (consulté le 29 juillet 2020).
- Bruno Serrou, « Franz Schubert, notre contemporain », sur ResMusica, 26 juillet 2001 (consulté le 11 juin 2020).
- Dictionnaire de la musique Larousse, « Franz Peter Schubert », sur Encyclopédie Larousse en ligne (consulté le 28 août 2020).
- Jérôme Ducros, Livret du CD : « Franz Schubert, The Fantasies for piano », Ligia Digital, référencé : « Lidi 0103095-01 » (code : 3 487549 900959), 2001, 32 p.
- Jérôme Ducros, Préface à la partition de la Fantaisie en fa mineur D. 940 de Schubert, transcription pour piano à deux mains, Paris, Gérard Billaudot (partition référencée : G 7588 B), coll. « Brigitte Bouthinon-Dumas », 2004, 40 p. ((ASIN B003JYOW08)), p. 2.
- Jean-Marc Geidel, « "Schubertziade", conférence donnée à la Folle Journée de Nantes », sur le site personnel de l'écrivain, 1er février 2008 (consulté le 28 juillet 2020).
- Jean-Marc Geidel, « "Mon rêve", un texte de Schubert : Schubert précurseur de Proust ?, conférence donnée à la Folle Journée de Nantes », sur le site personnel de l'écrivain, 2 février 2008 (consulté le 28 juillet 2020).
- (fr + en + de) Richard Wigmore, « Introduction au disque "Intégrale de la musique pour violon et piano de Schubert" », sur Hypérion, 2013 (consulté le 4 août 2020), enregistré par Alina Ibraguimova (violon), Cédric Tiberghien (piano), chez Hyperion Records, réf. : CDA67911/2.
- Jean-Luc Caron, « Schubert, déstabilisé par une maladie vénérienne incurable », sur ResMusica, 9 juillet 2018 (consulté le 29 juillet 2020).
- Partitions de cette œuvre : voir ci-dessous la section « Liens externes ».

### Articles connexes

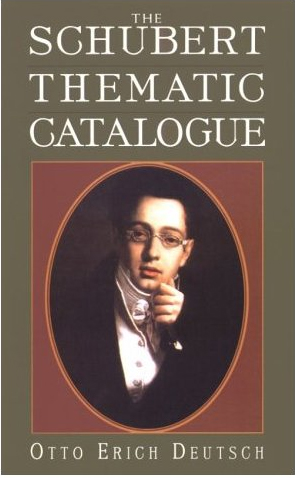
Le fameux catalogue thématique des œuvres de Schubert par Otto Erich Deutsch.

### Documents iconographiques
- Par l'auteur qui a établi la liste complète des œuvres de Schubert, dans le célèbre catalogue Deutsch, et dont l'initiale précède le numéro d'opus comme dans « Fantaisie en fa mineur D. 940 » : (de) Otto Erich Deutsch, Franz Schubert. Die Dokumente seines Lebens und Schaffens [« Franz Schubert. Les documents de sa vie et de son œuvre »], Munich et Leipzig, éditeur original : Georg Müller, conservé et digitalisé par Harold B. Lee Library, Université Brigham-Young, 1913, 734 p. (lire en ligne).